# Liste der Referenzlisten/Geographie
Die hier aufgeführten geographischen Listen umfassen sowohl Listen zur Physischen Geographie (Gewässer, Gebirge, Landschaften etc.) als auch solche zur Humangeographie einschließlich der Politischen Geographie (Staaten, Provinzen, Orte etc.).
Aufgelistet sind sie zum einen nach Bezugsgebiet (weltweit, nach Kontinent und Staaten), wobei weitere Untergliederungen unter die jeweiligen Staaten eingeordnet wurden (z. B. Listen zu den deutschen Bundesländern unter Deutschland) und zum anderen geordnet nach Themen.

## Internationales
- Erde/Daten und Zahlen

### Staaten
- Liste der Staaten der Erde und ihrer Nachbarstaaten
- Liste von Staaten und Territorien nach Bevölkerungsentwicklung
- Liste der Länder nach Landgrenzen
- Inselstaat
- Liste der Regierungssysteme nach Staat
- Liste der Mitglieder der WTO
- Liste der Mitglieder der Weltzollorganisation
- Liste der Nationalflaggen
- Liste der Flaggen und Wappen nichtselbständiger Gebiete
- Liste der Nationalhymnen
- Mitgliedstaaten der Vereinten Nationen
- Ländervorwahlliste sortiert nach Ländern
- Ländervorwahlliste sortiert nach Nummern

### Städte
- Liste der Städtelisten nach Ländern
- Liste der größten Metropolregionen der Welt
- Liste der größten Städte der Welt (historisch)
- Liste der Millionenstädte
- Liste der Hauptstädte der Erde
- Liste geteilter Orte
- Liste historischer Stadtgründungen

### Objekte der physischen Geographie
- Liste geographischer Rekorde nach Kontinent
- Liste der größten Gebirge der Erde
- Höchster Berg
- Achttausender
- Liste der höchsten Punkte nach Land
- Liste der Länder nach durchschnittlicher Höhe
- Liste von Höhlen
- Liste der Meere
- Liste der Listen von Flüssen (Deutschland und alle Kontinente)
- Liste der längsten Flüsse der Erde
- Liste der Länder nach Küstenlänge
- Liste von Kanälen
- Liste von Wasserfällen
- Liste von Karstlandschaften
- Liste geteilter Inseln
- Liste von Oasen
- Erdbebengebiete der Erde

### Geographische Namen
- Liste der Listen deutschsprachiger Bezeichnungen nicht deutschsprachiger Orte
- Etymologische Liste der Ländernamen
- Etymologische Liste der Hauptstadtnamen
- Liste lateinischer Ortsnamen
- Liste antiker Ortsnamen und geographischer Bezeichnungen
- Liste antiker Stätten

## Kontinent Afrika
- Liste historischer Staaten in Afrika
- Liste der Berge oder Erhebungen in Afrika
- Liste von Flüssen in Afrika
- Liste der größten Städte Afrikas
- Liste von Seen in Afrika
- Naturparks in Afrika
- Wüsten Afrikas

### Ägypten
- Liste der Gouvernements von Ägypten
- Liste der Städte in Ägypten

### Algerien
- Liste der Städte in Algerien
- Wilayat Algeriens

### Angola
- Liste der Städte in Angola
- Liste der angolanischen Provinzen
- Liste der Municípios von Angola

### Äquatorialguinea
- Liste der Städte in Äquatorialguinea

### Äthiopien
- Liste der Städte in Äthiopien
- Verwaltungsgliederung Äthiopiens
- Nationalparks in Äthiopien

### Benin
- Liste der Städte in Benin
- Liste der Kommunen von Benin

### Botswana
- Liste der Städte in Botswana
- Liste der Sub-Distrikte von Botswana
- Liste der Naturschutzgebiete in Botswana

### Burkina Faso
- Liste der Städte in Burkina Faso
- Naturschutzgebiete in Burkina Faso

### Burundi
- Liste der Städte in Burundi
- Provinzen Burundis
- Kommunen Burundis

### Dschibuti
- Liste der Städte in Dschibuti

### Elfenbeinküste
- Liste der Städte in der Elfenbeinküste
- Regionen der Elfenbeinküste
- Départements der Elfenbeinküste

### Eritrea
- Liste der Städte in Eritrea

### Gabun
- Liste der Städte in Gabun
- Provinzen von Gabun
- Departements von Gabun

### Gambia
- Verwaltungsgliederung Gambias
- Liste der Ortschaften in Gambia
- Liste der Inseln in Gambia
- Liste der Schutzgebiete in Gambia
- Liste historischer Reiche in Gambia

### Ghana
- Liste der Distrikte von Ghana
- Ehemalige Distrikte Ghanas
- Regionen Ghanas
- Wahlbezirke Ghanas
- Liste der Städte in Ghana
- Nationalparks in Ghana

### Guinea
- Liste der Städte in Guinea
- Regionen Guineas
- Präfekturen Guineas
- Liste der Unterpräfekturen Guineas

### Guinea-Bissau
- Liste der Städte in Guinea-Bissau

### Kamerun
- Liste der Städte in Kamerun

### Kap Verde
- Liste der Städte in Kap Verde

### Kenia
- Liste der Städte in Kenia
- Nationalparks und Naturschutzgebiete in Kenia

### Komoren
- Liste der Städte auf den Komoren

### DR Kongo
- Liste der Städte in der Demokratischen Republik Kongo
- Provinzen der Demokratischen Republik Kongo
- Liste der Gemeinden von Kinshasa

### Republik Kongo
- Liste der Städte in der Republik Kongo
- Liste der Departements der Republik Kongo

### Lesotho
- Liste der Städte in Lesotho

### Liberia
- Liste der Städte in Liberia

### Libyen
- Liste der Städte in Libyen

### Madagaskar
- Liste der Städte in Madagaskar
- Nationalparks in Madagaskar

### Malawi
- Liste der Städte in Malawi
- Distrikt (Malawi)

### Mali
- Regionen in Mali
- Liste der Städte in Mali

### Marokko
- Liste der Städte in Marokko

### Mauretanien
- Liste der Regionen in Mauretanien
- Liste der Städte in Mauretanien

### Mauritius
- Liste der Städte auf Mauritius

### Mosambik
- Liste der Städte in Mosambik
- Liste der Distrikte von Mosambik

### Namibia
- Regionen von Namibia
- Liste von Ortschaften in Namibia
- Liste der Berge in Namibia
- Liste der Flüsse in Namibia
- Liste der Flughäfen in Namibia
- Liste der Staudämme und Stauseen in Namibia
- Naturschutzgebiete in Namibia
- Liste der Wahlkreise in Namibia

### Niger
- Liste der Städte in Niger

### Nigeria
- Bundesstaaten Nigerias
- Local Government Areas in Nigeria
- Liste der Städte in Nigeria
- Liste der nigerianischen Hauptstädte
- Liste von Gewässern in Nigeria

### Ruanda
- Liste der Städte in Ruanda
- Verwaltungsgliederung Ruandas

### Sambia
- Liste der Städte in Sambia
- Verwaltungsgliederung Sambias
- Nationalparks in Sambia

### São Tomé und Príncipe
- Liste der Städte in São Tomé und Príncipe
- Distrikte von São Tomé und Príncipe

### Senegal
- Liste der Städte im Senegal
- Liste senegalesischer Inseln

### Seychellen
- Liste der Orte auf den Seychellen
- Distrikte der Seychellen
- Outer Islands

### Sierra Leone
- Liste von Orten in Sierra Leone
- Verwaltungsgliederung Sierra Leones
- Naturschutzgebiete in Sierra Leone

### Simbabwe
- Liste der Städte in Simbabwe
- Provinzen von Simbabwe
- Nationalparks in Simbabwe

### Somalia
- Verwaltungsgliederung Somalias
- Liste der Städte in Somalia

### Sudan
- Liste der Bundesstaaten des Sudan
- Liste der Distrikte im Sudan
- Liste der Städte im Sudan
- Liste der Berge oder Erhebungen im Sudan
- Liste von Gewässern im Sudan
- Nationalparks im Sudan

### Südafrika
- Liste der größten Städte in Südafrika
- Provinzen Südafrikas
- Liste der Distrikte und Metropolgemeinden in Südafrika
- Liste der Gemeinden Südafrikas
  - Liste der Gemeinden in der Provinz Freistaat
  - Liste der Gemeinden in der Provinz Gauteng
  - Liste der Gemeinden in der Provinz Limpopo
  - Liste der Gemeinden in der Provinz Mpumalanga
  - Liste der Gemeinden in der Provinz Nordkap
  - Liste der Gemeinden in der Provinz Nordwest
  - Liste der Gemeinden in der Provinz Ostkap
  - Liste der Gemeinden in der Provinz Westkap
  - Liste der District Management Areas in Südafrika
- Historische Provinzen Südafrikas
- Liste der Nationalparks in Südafrika
- Liste von Talsperren Südafrikas

### Südsudan
- Liste der Flüsse im Südsudan

### Swasiland
- Liste von Städten und Orten in Swasiland

### Tansania
- Liste der Städte in Tansania
- Nationalparks in Tansania
- Liste deutscher Bezeichnungen tansanischer Orte

### Togo
- Liste der Städte in Togo
- Regionen Togos
- Präfekturen Togos

### Tschad
- Verwaltungsgliederung des Tschad
- Liste der Städte im Tschad

### Tunesien
- Liste der Städte in Tunesien
- Delegation (Tunesien)

### Uganda
- Distrikte von Uganda
- Liste der Städte in Uganda
- Liste der Berge oder Erhebungen in Uganda
- Liste der Gewässer in Uganda
- Nationalparks in Uganda

### Westsahara
- Liste der Städte in Westsahara

### Zentralafrikanische Republik
- Liste der Städte in der Zentralafrikanischen Republik

## Kontinent Asien
- Liste historischer Staaten in Asien
- Liste der größten Städte Asiens

### Afghanistan
- Liste der Provinzen Afghanistans
- Liste der Städte in Afghanistan

### Armenien
- Liste der Städte in Armenien

### Aserbaidschan
- Liste der Städte in Aserbaidschan

### Bahrain
- Liste der Städte in Bahrain

### Bangladesch
- Liste der Städte in Bangladesch
- Division (Bangladesch)

### Bhutan
- Liste der Städte in Bhutan
- Distrikt (Bhutan)

### Republik China (auf Taiwan)
- Verwaltungsgliederung der Republik China
- Liste der Städte in der Republik China

### Volksrepublik China
- Autonome Verwaltungseinheiten Chinas
- Liste der Städte in der Volksrepublik China
- Verwaltungsgliederung der Volksrepublik China
  - Liste der Verwaltungseinheiten der Volksrepublik China nach Fläche
  - Liste der Verwaltungseinheiten der Volksrepublik China nach Einwohnerzahl
  - Liste der Verwaltungseinheiten der Volksrepublik China nach Bevölkerungsdichte
  - Liste der Verwaltungseinheiten der Volksrepublik China nach Wirtschaftsleistung
  - Liste der Verwaltungseinheiten der Volksrepublik China nach dem Index der menschlichen Entwicklung
- Liste chinesischer Hügelländer
- Liste von Seen in China
- Liste chinesischer Wüsten
- Liste der Ortschaften in Hongkong
- Distrikte von Hongkong
- Liste europäischer Bezeichnungen chinesischer Orte
- Liste der Naturschutzgebiete in der Volksrepublik China

### Georgien
- Liste der Städte in Georgien
- Verwaltungsgliederung Georgiens

### Indien
- Liste der Bundesstaaten und Unionsterritorien in Indien
- Liste der Distrikte in Indien
- Liste der Städte in Indien
- Nationalparks in Indien

### Indonesien
- Liste der Verwaltungseinheiten Indonesiens
- Liste der Städte in Indonesien
- Liste der Berge oder Erhebungen in Indonesien
- Nationalparks in Indonesien

### Irak
- Liste der Städte im Irak

### Iran
- Verwaltungsgliederung des Iran
- Liste der Großstädte im Iran

### Israel
- Bezirke Israels
- Liste der Städte in Israel
- Liste israelischer Siedlungen im Westjordanland

### Japan
- Regionen Japans
- Liste der Präfekturen Japans
- Provinzen Japans
- Liste der Städte in Japan
- Liste der Seen in Japan
- Liste der Berge oder Erhebungen in Japan
- Nationalparks in Japan
- Liste japanischer Inseln
- Liste der Inseln der Präfektur Okinawa
- Liste von Flüssen in Japan

### Jemen
- Liste der Gouvernements des Jemen
- Liste der Städte im Jemen

### Jordanien
- Liste der Städte in Jordanien

### Kambodscha
- Verwaltungsgliederung Kambodschas
- Liste der Städte in Kambodscha

### Kasachstan
- Liste der Städte in Kasachstan
- Liste der kasachischen Hauptstädte

### Katar
- Liste der Städte in Katar

### Kirgisistan
- Liste der Städte in Kirgisistan

### Kuwait
- Liste der Gouvernements von Kuwait

### Laos
- Verwaltungsgliederung von Laos
- Liste der Städte in Laos

### Libanon
- Liste der Städte im Libanon

### Malaysia
- Bundesstaaten Malaysias
- Liste der Städte in Malaysia
- Nationalparks und Schutzgebiete in Malaysia

### Malediven
- Atolle der Malediven
- Liste der Orte auf den Malediven

### Mongolei
- Aimags der Mongolei
- Liste der Städte in der Mongolei

### Myanmar
- Liste der Städte in Myanmar

### Nepal
- Verwaltungsgliederung Nepals
- Liste der Städte in Nepal
- Liste der Berge und Erhebungen in Nepal

### Nordkorea
- Liste der Städte in Nordkorea
- Verwaltungsgliederung der Provinz Chagang-do
- Verwaltungsgliederung der Provinz Hamgyŏng-namdo
- Verwaltungsgliederung der Provinz Hamgyŏng-pukto
- Verwaltungsgliederung der Provinz Hwanghae-namdo
- Verwaltungsgliederung der Provinz Hwanghae-pukto
- Verwaltungsgliederung der Provinz Kangwŏn-do
- Verwaltungsgliederung der Provinz P’yŏngan-pukto
- Verwaltungsgliederung der Provinz P’yŏngan-namdo
- Verwaltungsgliederung der Provinz Ryanggang-do
- Liste deutscher Bezeichnungen koreanischer Orte

### Oman
- Liste der Regionen und Distrikte in Oman
- Liste der Städte in Oman

### Osttimor
- Liste der Verwaltungseinheiten Osttimors
- Liste der Städte in Osttimor
- Liste der Berge oder Erhebungen in Osttimor
- Liste der Naturschutzgebiete Osttimors

### Pakistan
- Verwaltungsgliederung Pakistans
- Liste der Städte in Pakistan
- Liste von Flüssen in Pakistan

### Palästina
- Liste der Gouvernements der Palästinensischen Autonomiebehörde
- Liste der Städte in den palästinensischen Autonomiegebieten

### Philippinen
- Provinzen der Philippinen
- Region (Philippinen)
- Städte in den Philippinen

### Saudi-Arabien
- Liste der Provinzen Saudi-Arabiens
- Liste der Städte in Saudi-Arabien

### Sri Lanka
- Liste der Städte in Sri Lanka

### Südkorea
- Verwaltungsgliederung Südkoreas
- Liste der Städte in Südkorea
- Liste deutscher Bezeichnungen koreanischer Orte

### Syrien
- Liste der Städte in Syrien

### Tadschikistan
- Liste der Städte in Tadschikistan

### Thailand
- Liste thailändischer Inseln
- Liste der Provinzen Thailands
  - Liste der Stadtbezirke von Bangkok
- Liste der Städte in Thailand
- Nationalparks in Thailand

### Türkei
- Liste der Provinzen der Türkei
- Geographische Gebiete der Türkei
- Liste der Städte in der Türkei
- Liste von Bergen in der Türkei

### Turkmenistan
- Liste der Städte in Turkmenistan

### Usbekistan
- Liste der Städte in Usbekistan

### Vereinigte Arabische Emirate
- Liste der Städte in den Vereinigten Arabischen Emiraten

### Vietnam
- Verwaltungsgliederung Vietnams
- Liste der Städte in Vietnam
  - Liste der Stadtbezirke von Hồ-Chí-Minh-Stadt
- Nationalparks in Vietnam
- Liste der Naturschutzgebiete in Vietnam

### Zypern
- Liste der Städte auf Zypern
- Nordzypern:
  - Liste der Orte in der Türkischen Republik Nordzypern

## Kontinent Australien und Ozeanien
- Liste der größten Städte Ozeaniens
- Liste der Berge oder Erhebungen in Ozeanien

### Australien
- Geographie Australiens
- Australische Außengebiete
- Local Government Areas in New South Wales
- Local Government Areas im Northern Territory
- Local Government Areas in Queensland
- Local Government Areas in South Australia
- Local Government Areas in Tasmanien
- Local Government Areas in Victoria
- Local Government Areas in Western Australia
- Liste der Städte in Australien
  - Liste der australischen Hauptstädte
  - Liste der Orte in Victoria (Australien)
- Nationalparks in Australien
- Liste der Flüsse in Australien
- Liste der Seen in Australien
- Liste der Gebirge in Australien
- Liste von Bergen und Erhebungen in Australien
- Liste deutscher Bezeichnungen australischer Orte

### Fidschi
- Liste der Divisionen Fidschis
- Liste der Städte in Fidschi
- Nationalparks in Fidschi

### Kiribati
- Liste der Orte in Kiribati

### Marshallinseln
- Liste der Orte auf den Marshallinseln

### Mikronesien
- Liste der Gemeinden in den Föderierten Staaten von Mikronesien

### Nauru
- Verwaltungsgliederung Naurus
- Liste der Orte in Nauru

### Neuseeland
- Regionen Neuseelands
- Distrikte in Neuseeland
- Städte in Neuseeland
- Liste der Orte in Neuseeland
- Nationalparks in Neuseeland
- Liste der Meeresschutzgebiete in Neuseeland

### Palau
- Liste der Orte in Palau

### Papua-Neuguinea
- Liste der Provinzen von Papua-Neuguinea
- Liste der Städte in Papua-Neuguinea
- Liste deutscher Bezeichnungen papua-neuguineischer Orte

### Salomonen
- Liste der Städte auf den Salomonen

### Samoa
- Liste der Städte in Samoa

### Tonga
- Liste der Orte in Tonga
- Dame ese Sui

### Tuvalu
- Liste der Orte in Tuvalu

### Vanuatu
- Provinzen von Vanuatu
- Liste vanuatuischer Inseln

## Kontinent Europa
- Liste europäischer Nachbarstaaten
- Liste der Berge oder Erhebungen in Europa
- Liste von Flüssen in Europa (systematisch nach Reihenfolge der Mündung)
- Seehafen – Liste von Seehäfen in Europa
- Liste der größten Städte Europas
- Liste der Hauptstädte Europas
- Bergstädte in Europa
- Liste der Alpenpässe
- Liste der Staaten Europas
- Europäische Union
  - Mitgliedstaaten der Europäischen Union
  - Liste der größten Städte der Europäischen Union

### Albanien
- Qark
- Kreise Albaniens
- Liste der Städte in Albanien
- Liste der höchsten Berge in Albanien
- Liste der Flüsse in Albanien
- Liste der Seen in Albanien

### Andorra
- Liste der Orte in Andorra
- Liste der Parròquies in Andorra

### Belgien
- Verwaltungsgliederung Belgiens
- Liste der Städte in Belgien
- Liste der Bezeichnungen belgischer Städte und Gemeinden
- Liste deutscher Bezeichnungen belgischer Orte
- Gemeinden in der Provinz Antwerpen
- Gemeinden in der Hauptstadtregion Brüssel
- Gemeinden in der Provinz Flämisch-Brabant
- Gemeinden in der Provinz Limburg
- Gemeinden in der Provinz Ostflandern
- Gemeinden in der Provinz Westflandern

### Bosnien-Herzegowina
- Liste der Kantone der Föderation Bosnien und Herzegowina
- Liste der Städte in Bosnien und Herzegowina
- Liste der Gemeinden von Bosnien und Herzegowina

### Bulgarien
- Liste der Bezirke in Bulgarien
- Liste der Städte in Bulgarien

### Dänemark
- Verwaltungsgliederung Dänemarks
- Liste der Städte in Dänemark
- Liste dänischer Inseln
- Liste deutscher Bezeichnungen dänischer Orte
- Liste schleswigscher Ortsnamen
- Färöer:
  - Liste der färöischen Inseln und Holme
  - Liste der Kommunen auf den Färöern
  - Liste der Städte und Orte auf den Färöern
  - Liste der Seen auf den Färöern
  - Glossar der färöischen geographischen Namen
- Grönland:
  - Verwaltungsgliederung Grönlands
  - Liste der Siedlungen in Grönland

### Deutschland
- Historische Liste aller Regierungsbezirke der Bundesrepublik Deutschland
- Liste der Landkreise in Deutschland
  - Historische Liste aller Landkreise der Bundesrepublik Deutschland A–G
  - Historische Liste aller Landkreise der Bundesrepublik Deutschland H–O
  - Historische Liste aller Landkreise der Bundesrepublik Deutschland P–Z
  - Liste der Kreise der DDR
  - Historische Liste aller kreisfreien Städte (Stadtkreise) der Bundesrepublik Deutschland
  - Liste der Stadtkreise der DDR
  - Liste der größten Landkreise Deutschlands

- Liste der Städte in Deutschland
  - Liste der Städte und Gemeinden über 3000 Einwohner in der DDR (1970)
- Liste deutscher Gemeinden, nach der Bevölkerungsdichte geordnet
- Liste der 100 flächengrößten Gemeinden Deutschlands
- Liste der größten Agglomerationen Deutschlands
- Liste der Metropolregionen in Deutschland
- Liste der Großstädte in Deutschland
- Liste der kreisfreien Städte in Deutschland
- Liste der kreisfreien Städte und Stadtkreise Deutschlands
- Liste der kreisangehörigen Städte mit Sonderstatus in Deutschland
- Liste deutscher Kurorte
- Liste der Grenzorte in Deutschland
- Liste der deutschen Hauptstädte
- Liste ehemaliger Städte in Deutschland
- Liste von Städten und Orten an der Elbe
- Liste von Städten und Orten am Main

- Liste der Kfz-Kennzeichen in Deutschland
- Liste der deutschen Kfz-Kennzeichen, die nicht mehr ausgegeben werden

- Liste von Flüssen in Deutschland
  - Liste von Nebenflüssen der Elbe
- Liste der Wasserfälle in Deutschland
- Liste von Seen in Deutschland
- Liste von Talsperren in Deutschland
- Liste der Gebirge und Höhenzüge in Deutschland
- Liste der höchsten Berge in Deutschland
  - Liste der höchsten Berge der deutschen Länder
  - Liste von Bergen in der Rhön
- Liste der Skigebiete in den deutschen Alpen
- Liste der Skigebiete in den deutschen Mittelgebirgen
- Liste deutscher Inseln
- Nationalparks in Deutschland
- Liste von Burgen und Schlössern

- Liste benannter Eisenbahnstrecken in Deutschland
- S-Bahnen in Deutschland
- Liste der Bundesautobahnen in Deutschland
- Liste der Bundesstraßen in Deutschland
- Liste der Radfernwege in Deutschland

- Liste der Flaggen deutscher Gesamtstaaten
  - Liste der Flaggen deutscher Länder

- Baden-Württemberg:
  - Liste der Land- und Stadtkreise in Baden-Württemberg
  - Liste der größten Städte in Baden-Württemberg
  - Liste der Städte und Gemeinden in Baden-Württemberg
  - Liste der Gemeinden in Baden-Württemberg nach Amtlichen Gemeindeschlüsseln
  - Liste der Dörfer und Ortsteile in Baden-Württemberg
  - Liste der Landschaften in Baden-Württemberg
  - Liste von Bergen in Baden-Württemberg
    - Liste von Bergen und Erhebungen im Schwarzwald

  - Liste der Naturschutzgebiete in Baden-Württemberg
  - Liste der Schutzgebiete in Baden-Württemberg
  - Liste der Landschaftsschutzgebiete in Baden-Württemberg
- Bayern:
  - Verwaltungsgliederung Bayerns
    - Liste der Regierungsbezirke Bayerns
    - Liste der Landkreise und kreisfreien Städte in Bayern
    - Liste der Landkreise und Bezirksämter Bayerns
    - Liste der Stadtkreise Bayerns
    - Liste der gemeindefreien Gebiete in Bayern
    - Verwaltungsgliederung des Regierungsbezirks Niederbayern vor der Kreisreform

  - Liste der Städte und Gemeinden in Bayern
  - Gemeinden im Landkreis Altötting
  - Liste der Gnotschaften im Landkreis Berchtesgadener Land
  - Liste der Naturparks in Bayern
  - Liste der Landschaften in Bayern
  - Liste der Flüsse in Bayern
  - Liste der Seen in Bayern
  - Liste von Bergen in Bayern
    - Liste der Gipfel der Allgäuer Alpen

  - Liste der Weinorte in Franken
  - Liste der Naturschutzgebiete in Bayern
  - Liste der Landschaftsschutzgebiete in Bayern
- Berlin:
  - Liste der Bezirke und Ortsteile Berlins
  - Liste der Seen in Berlin
  - Liste von Erhebungen in Berlin
  - Liste der Naturschutzgebiete in Berlin
- Brandenburg:
  - Liste der Landkreise und kreisfreien Städte in Brandenburg
  - Liste der Städte und Gemeinden in Brandenburg
  - Liste der Ämter in Brandenburg
  - Liste der Ortsteile in Brandenburg
  - Liste der Landschaften in Brandenburg
  - Liste der Seen in Brandenburg
  - Liste von Erhebungen in Brandenburg
  - Liste der Naturschutzgebiete in Brandenburg
- Bremen:
  - Liste der Verwaltungseinheiten in Bremen
  - Liste der Naturschutzgebiete in der Freien Hansestadt Bremen
- Hamburg:
  - Bezirke in Hamburg
  - Liste von Erhebungen in Hamburg
  - Kanäle in Hamburg
  - Liste der Naturschutzgebiete in Hamburg
- Hessen:
  - Liste der Landkreise und kreisfreien Städte in Hessen
  - Liste der Städte und Gemeinden in Hessen
  - Liste von Ortsteilen in Hessen
  - Liste der größten Städte in Hessen
  - Liste von Bergen und Erhebungen in Hessen
  - Liste von Seen in Hessen
- Mecklenburg-Vorpommern:
  - Liste der Landkreise und kreisfreien Städte in Mecklenburg-Vorpommern
  - Liste der Städte und Gemeinden in Mecklenburg-Vorpommern
  - Liste der Ämter in Mecklenburg-Vorpommern
  - Liste der Ortsteile in Mecklenburg-Vorpommern
  - Liste von Erhebungen in Mecklenburg-Vorpommern
  - Liste der Naturschutzgebiete in Mecklenburg-Vorpommern
  - Liste der Seebäder, Kurorte und Erholungsorte in Mecklenburg-Vorpommern
- Niedersachsen:
  - Liste der Verwaltungseinheiten in Niedersachsen
  - Liste der Landkreise und kreisfreien Städte in Niedersachsen
  - Liste der Städte und Gemeinden in Niedersachsen
  - Liste der Ortsteile in Niedersachsen
  - Liste der Flüsse in Niedersachsen
  - Liste von Bergen und Erhebungen in Niedersachsen
  - Liste der Naturschutzgebiete in Niedersachsen
- Nordrhein-Westfalen:
  - Liste der Kreise und kreisfreien Städte in Nordrhein-Westfalen
  - Liste der Gemeinden in Nordrhein-Westfalen
  - Liste der derzeitigen Gemeinden Westfalens
  - Liste der Gemeinden Westfalens:
    - Liste der Gemeinden Westfalens A–E
    - Liste der Gemeinden Westfalens F–K
    - Liste der Gemeinden Westfalens L–R
    - Liste der Gemeinden Westfalens S–Z

  - Liste der Landschaften in Nordrhein-Westfalen
  - Liste von Bergen und Erhebungen in Nordrhein-Westfalen
  - Liste der Naturschutzgebiete in Nordrhein-Westfalen
  - Bedeutende Straßen und Plätze von Rhein-Ruhr
- Rheinland-Pfalz:
  - Liste der Landkreise und kreisfreien Städte in Rheinland-Pfalz
  - Liste der Verbandsfreien Gemeinden und der Verbandsgemeinden in Rheinland-Pfalz
  - Liste der Städte und Gemeinden in Rheinland-Pfalz
  - Liste von Bergen in Rheinland-Pfalz
  - Liste von Seen in Rheinland-Pfalz
  - Liste der Flüsse in Rheinland-Pfalz
  - Liste der Naturschutzgebiete in Rheinland-Pfalz
- Saarland:
  - Liste der Landkreise im Saarland
  - Liste der Städte und Gemeinden im Saarland
  - Liste der Ortsteile im Saarland
  - Liste von Bergen im Saarland
  - Liste der Naturschutzgebiete im Saarland
- Sachsen:
  - Liste der Landkreise und kreisfreien Städte in Sachsen
  - Liste der Verwaltungsgemeinschaften und Verwaltungsverbände in Sachsen
  - Liste der Städte und Gemeinden in Sachsen
  - Liste der Ortsteile in Sachsen
  - Liste der Kur- und Erholungsorte in Sachsen
  - Liste der Landschaften in Sachsen
  - Naturräume in Sachsen
  - Liste von Bergen in Sachsen
  - Liste der Gewässer in Sachsen
  - Liste der Naturschutzgebiete in Sachsen
  - Liste der Landschaftsschutzgebiete in Sachsen
- Sachsen-Anhalt:
  - Liste der Landkreise und kreisfreien Städte in Sachsen-Anhalt
  - Liste der Städte und Gemeinden in Sachsen-Anhalt
  - Liste der Gewässer in Sachsen-Anhalt
  - Liste von Bergen und Erhebungen in Sachsen-Anhalt
  - Liste der Naturschutzgebiete in Sachsen-Anhalt
  - Liste der Seen in Sachsen-Anhalt
- Schleswig-Holstein:
  - Liste der Kreise und kreisfreien Städte in Schleswig-Holstein
  - Liste der Städte und Gemeinden in Schleswig-Holstein
  - Liste der Ortsteile in Schleswig-Holstein
  - Liste der Ämter in Schleswig-Holstein
  - Liste der Gewässer in Schleswig-Holstein
  - Liste von Erhebungen in Schleswig-Holstein
  - Liste von Burgen, Schlössern und Festungen in Schleswig-Holstein
  - Liste der Naturschutzgebiete in Schleswig-Holstein
- Thüringen:
  - Liste der Landkreise und kreisfreien Städte in Thüringen
  - Liste der größten Gemeinden in Thüringen nach Einwohnerzahl
  - Liste der Städte und Gemeinden in Thüringen
  - Liste der Städte in Thüringen
    - Liste der Orte im Ilm-Kreis

  - Liste der Orte in Thüringen
  - Verwaltungsgemeinschaft und erfüllende Gemeinde (Thüringen)
  - Liste der Gewässer in Thüringen
  - Liste von Bergen und Erhebungen in Thüringen

- Listen zu einzelnen Städten und Gemeinden:
  - Liste der Planungsräume und Stadtbezirke von Augsburg
  - Liste der Stadtteile von Darmstadt
  - Liste der Dortmunder Stadtteile
  - Gewässer in Dortmund
  - Liste der statistischen Stadtteile von Dresden
  - Liste der Gemarkungen von Dresden
  - Liste der Stadtteile und Stadtbezirke von Duisburg
  - Liste der Stadtbezirke von Düsseldorf
  - Liste der Stadtteile von Düsseldorf
  - Liste der Ortsteile von Erfurt
  - Liste der Stadtbezirke und Stadtteile von Essen
  - Liste der Ortsbezirke von Frankfurt am Main
  - Liste der Stadtbezirke von Frankfurt am Main
  - Liste der Stadtteile von Frankfurt am Main
  - Liste der Straßennamen von Frankfurt am Main
  - Liste der Stadtbezirke und statistischen Bezirke von Fürth
  - Liste der Stadtteile von Gera
  - Einwohnerentwicklung von Görlitz
  - Liste der Stadtbezirke von Göttingen
  - Stadtbezirke und Stadtteile von Halle (Saale)
  - Liste der Stadtbezirke und Stadtteile Hannovers
  - Liste der Stadtbezirke von Ingolstadt
  - Liste der Ortsteile Jenas
  - Liste der Stadtteile von Karlsruhe
  - Liste der Stadtteile von Koblenz
  - Liste der Stadtteile von Krefeld
  - Liste der Stadtteile Leipzigs
  - Magdeburger Straßen
  - Liste der Stadtbezirke und Stadtteile von Mannheim
  - Stadtbezirke Münchens
  - Liste Münchner Straßennamen
  - Statistische Gliederung von Nürnberg
  - Eingemeindungen in die Stadt Nürnberg
  - Liste der Stadtbezirke und Stadtteile von Remscheid
  - Liste der Ortsteile von Rostock
  - Liste der Stadtteile Saarbrückens
  - Liste der Stadtbezirke und Stadtteile von Stuttgart
  - Stadtgliederung Wolfsburg
  - Liste der Stadtbezirke und Stadtteile von Wuppertal
  - Liste der Naturschutzgebiete in Wuppertal

- Listen mit deutschen Toponymen
  - Liste der Listen fremdsprachlicher Bezeichnungen für deutsche Orte
    - Liste dänischer Exonyme für deutsche Toponyme
    - Liste englischer Exonyme für deutsche Toponyme
    - Liste französischer Exonyme für deutsche Toponyme
    - Liste griechischer Exonyme für deutsche Toponyme
    - Liste italienischer Exonyme für deutsche Toponyme
    - Liste niederländischer Exonyme für deutsche Toponyme
    - Liste polnischer Exonyme für deutsche Toponyme
    - Liste portugiesischer Exonyme für deutsche Toponyme
    - Liste slowenischer Exonyme für deutsche Toponyme
    - Liste spanischer Exonyme für deutsche Toponyme
    - Liste tschechischer Exonyme für deutsche Toponyme
    - Liste ungarischer Exonyme für deutsche Toponyme

  - Deutsch-niedersorbische Ortsnamensliste
  - Deutsch-obersorbische Ortsnamensliste
  - Liste schleswigscher Ortsnamen

### Estland
- Liste der Städte in Estland
- Liste der Flüsse in Estland
- Liste estnischer Inseln
- Nationalparks im Baltikum
- Liste deutscher Bezeichnungen estnischer Orte
- Städte und Gemeinden im Kreis Harju
- Städte und Gemeinden im Kreis Lääne-Viru
- Städte und Gemeinden im Kreis Viljandi
- Dörfer in der Gemeinde Kadrina
- Dörfer in der Gemeinde Väike-Maarja

### Finnland
- Provinzverwaltung in Finnland
- Maakunta
- Seutukunta
- Liste der Städte und Gemeinden in Finnland (alphabetisch)
- Liste der Städte in Finnland (nach Einwohnerzahl)
  - Liste der schwedisch- und zweisprachigen Gemeinden Finnlands
- Historische Landschaften Finnlands
- Liste der größten Seen in Finnland
- Liste der Flüsse in Finnland
- Liste von Bergen und Erhebungen in Finnland
- Liste finnischer Inseln

### Frankreich
- Übersichtstabelle der Regionen Frankreichs seit 2016
- Übersichtstabelle der Regionen Frankreichs bis 2015
- Liste der französischen Départements
- Liste der französischen Arrondissements
- Liste der französischen Kantone
- Liste der Städte in Frankreich
  - Liste der Pariser Arrondissements und Quartiers
- Historische Provinzen Frankreichs
- Liste der Grafschaften und Herzogtümer Frankreichs
- Liste der Vizegrafschaften Frankreichs

- Liste der schiffbaren Flüsse und Kanäle in Frankreich
- Nationalparks von Frankreich
- Liste der Skigebiete in Frankreich
- Liste französischer Inseln
- Die schönsten Dörfer Frankreichs (Tourismus)

- Listen zu einzelnen Départements:
  - Ain: Kantone – Gemeinden
  - Aisne: Kantone – Gemeinden
  - Allier: Kantone – Gemeinden
  - Alpes-de-Haute-Provence: Kantone – Gemeinden
  - Alpes-Maritimes: Kantone – Gemeinden
  - Ardèche: Kantone – Gemeinden
  - Ardennes: Kantone – Gemeinden
  - Ariège: Kantone – Gemeinden
  - Aube: Kantone – Gemeinden
  - Aude: Kantone – Gemeinden
  - Aveyron: Kantone – Gemeinden
  - Bas-Rhin: Kantone – Gemeinden
  - Bouches-du-Rhône: Kantone – Gemeinden
  - Calvados: Kantone – Gemeinden
  - Cantal: Kantone – Gemeinden
  - Charente: Kantone – Gemeinden
  - Charente-Maritime: Kantone – Gemeinden
  - Cher: Kantone – Gemeinden
  - Corrèze: Kantone – Gemeinden
  - Corse-du-Sud: Kantone – Gemeinden
  - Côte-d’Or: Kantone – Gemeinden
  - Côtes-d’Armor: Kantone – Gemeinden
  - Creuse: Kantone – Gemeinden
  - Deux-Sèvres: Kantone – Gemeinden
  - Dordogne: Kantone – Gemeinden
  - Doubs: Kantone – Gemeinden
  - Drôme: Kantone – Gemeinden
  - Essonne: Kantone – Gemeinden
  - Eure: Kantone – Gemeinden
  - Eure-et-Loir: Kantone – Gemeinden
  - Finistère: Kantone – Gemeinden
  - Gard: Kantone – Gemeinden
  - Gers: Kantone – Gemeinden
  - Gironde: Kantone – Gemeinden
  - Hautes-Alpes: Kantone – Gemeinden
  - Hautes-Corse: Kantone – Gemeinden
  - Haute-Garonne: Kantone – Gemeinden
  - Haute-Loire: Kantone – Gemeinden
  - Haute-Marne: Kantone – Gemeinden
  - Haut-Rhin: Kantone – Gemeinden
  - Haute-Saône: Kantone – Gemeinden
  - Haute-Savoie: Kantone – Gemeinden
  - Haute-Vienne: Kantone – Gemeinden
  - Hautes-Pyrénées: Kantone – Gemeinden
  - Hauts-de-Seine: Kantone – Gemeinden
  - Hérault: Kantone – Gemeinden
  - Ille-et-Vilaine: Kantone – Gemeinden
  - Indre: Kantone – Gemeinden
  - Indre-et-Loire: Kantone – Gemeinden
  - Isère: Kantone – Gemeinden
  - Jura: Kantone – Gemeinden
  - Landes: Kantone – Gemeinden
  - Loir-et-Cher: Kantone – Gemeinden
  - Loire: Kantone – Gemeinden
  - Loire-Atlantique: Kantone – Gemeinden
  - Loiret: Kantone – Gemeinden
  - Lot: Kantone – Gemeinden
  - Lot-et-Garonne: Kantone – Gemeinden
  - Lozère: Kantone – Gemeinden
  - Maine-et-Loire: Kantone – Gemeinden
  - Manche: Kantone – Gemeinden
  - Marne: Kantone – Gemeinden
  - Mayenne: Kantone – Gemeinden
  - Meurthe-et-Moselle: Kantone – Gemeinden
  - Meuse: Kantone – Gemeinden
  - Morbihan: Kantone – Gemeinden
  - Moselle: Kantone – Gemeinden
  - Nièvre: Kantone – Gemeinden
  - Nord: Kantone – Gemeinden
  - Oise: Kantone – Gemeinden
  - Orne: Kantone – Gemeinden
  - Pas-de-Calais: Kantone – Gemeinden
  - Puy-de-Dôme: Kantone – Gemeinden
  - Pyrénées-Atlantiques: Kantone – Gemeinden
  - Pyrénées-Orientales: Kantone – Gemeinden
  - Rhône: Kantone – Gemeinden
  - Saône-et-Loire: Kantone – Gemeinden
  - Sarthe: Kantone – Gemeinden
  - Savoie: Kantone – Gemeinden
  - Seine-et-Marne: Kantone – Gemeinden
  - Seine-Maritime: Kantone – Gemeinden
  - Seine-Saint-Denis: Kantone – Gemeinden
  - Somme: Kantone – Gemeinden
  - Tarn: Kantone – Gemeinden
  - Tarn-et-Garonne: Kantone – Gemeinden
  - Territorie de Belfort: Kantone – Gemeinden
  - Val-de-Marne: Kantone – Gemeinden
  - Val-d’Oise: Kantone – Gemeinden
  - Var: Kantone – Gemeinden
  - Vaucluse: Kantone – Gemeinden
  - Vendée: Kantone – Gemeinden
  - Vienne: Kantone – Gemeinden
  - Vosges: Kantone – Gemeinden
  - Yonne: Kantone – Gemeinden
  - Yvelines: Kantone – Gemeinden
- Listen zu Überseedépartements
  - Französisch-Guayana: Kantone – Gemeinden
  - Guadeloupe: Kantone – Gemeinden
  - Martinique: Kantone – Gemeinden
  - Réunion: Kantone – Gemeinden
- Liste deutscher Bezeichnungen französischer Orte
- Liste deutsch-französischer Ortsnamen im Elsass
- Liste deutsch-französischer Ortsnamen in Lothringen
- Liste von Bergen und Erhebungen in Frankreich
- Liste von Vulkanen in Frankreich
- Liste der Flüsse in Frankreich

### Griechenland
- Politische Gliederung Griechenlands
- Liste der Regionen Griechenlands
- Liste der Gemeinden Griechenlands
- Liste der Gemeinden Griechenlands
  - Liste der Orte im Pilion
- Liste der ehemaligen Präfekturen Griechenlands
- Liste der ehemaligen Provinzen Griechenlands
- Liste der Gemeinden Griechenlands (1997–2010)
  - Liste der Gemeinden der Kykladen (1997–2010)
- Liste von Seen in Griechenland
- Liste von Flüssen in Griechenland
- Liste griechischer Inseln
- Liste von Bergen in Griechenland
- Liste von Vulkanen in Griechenland
- Liste deutscher Bezeichnungen griechischer Orte
- Liste südslawischer Bezeichnungen griechischer Orte

### Irland
- Verwaltungsgliederung Irlands
- Königreiche und Fürstentümer in Irland (historisch)
- Liste der Städte in der Republik Irland
- Nationalparks in Irland
- Liste von Bergen in Irland

### Island
- Verwaltungsgliederung Islands
- Liste der Gemeinden in Island
- Liste der Städte in Island
- Wahlkreise in Island
- Liste von Seen in Island
- Liste der Flüsse in Island
- Liste isländischer Inseln
- Liste von Fjorden in Island
- Gletscher Islands
- Liste der Nationalparks in Island

### Italien
- Italienische Regionen
- Italienische Provinzen
- Liste der Städte in Italien
  - Liste der Städte in Südtirol
  - Liste der Gemeinden in Südtirol
- Liste von Bergen und Erhebungen in Italien
- Liste der Seen in Italien
  - Oberitalienische Seen
- Liste der Flüsse in Italien
- Liste italienischer Inseln
- Nationalparks in Italien
- Liste der Skigebiete in Italien
- Liste der Alpenpässe in Italien
- Liste deutscher Bezeichnungen italienischer Orte

### Kroatien
- Verwaltungsgliederung Kroatiens
- Liste der Orte in Kroatien
- Liste der Nationalparks und Naturparks in Kroatien
- Listen zu einzelnen Gespanschaften:
  - Städte und Gemeinden in der Gespanschaft Bjelovar-Bilogora
  - Städte und Gemeinden in der Gespanschaft Brod-Posavina
  - Städte und Gemeinden in der Gespanschaft Dubrovnik-Neretva
  - Städte und Gemeinden in der Gespanschaft Istrien
  - Städte und Gemeinden in der Gespanschaft Karlovac
  - Städte und Gemeinden in der Gespanschaft Koprivnica-Križevci
  - Städte und Gemeinden in der Gespanschaft Krapina-Zagorje
  - Städte und Gemeinden in der Gespanschaft Lika-Senj
  - Städte und Gemeinden in der Gespanschaft Međimurje
  - Städte und Gemeinden in der Gespanschaft Osijek-Baranja
  - Städte und Gemeinden in der Gespanschaft Požega-Slawonien
  - Städte und Gemeinden in der Gespanschaft Primorje-Gorski kotar
  - Städte und Gemeinden in der Gespanschaft Šibenik-Knin
  - Städte und Gemeinden in der Gespanschaft Sisak-Moslavina
  - Städte und Gemeinden in der Gespanschaft Split-Dalmatien
  - Städte und Gemeinden in der Gespanschaft Varaždin
  - Städte und Gemeinden in der Gespanschaft Virovitica-Podravina
  - Städte und Gemeinden in der Gespanschaft Vukovar-Srijem
  - Städte und Gemeinden in der Gespanschaft Zadar
  - Städte und Gemeinden in der Gespanschaft Zagreb
- Liste deutscher Bezeichnungen kroatischer Orte

### Lettland
- Verwaltungsgliederung Lettlands
- Liste der Städte in Lettland
- Nationalparks im Baltikum
- Liste deutscher Bezeichnungen lettischer Orte

### Liechtenstein
- Verwaltungsgliederung Liechtensteins

### Litauen
- Verwaltungseinteilung Litauens
- Liste der Selbstverwaltungen in Litauen
- Liste der Städte in Litauen
- Nationalparks im Baltikum
- Liste deutscher Bezeichnungen litauischer Orte

### Luxemburg
- Verwaltungsgliederung Luxemburgs
- Liste der Gemeinden im Großherzogtum Luxemburg
- Liste der Gemeinden im Großherzogtum Luxemburg
- Gemeinden im Kanton Capellen
- Gemeinden im Kanton Clerf
- Gemeinden im Kanton Diekirch
- Gemeinden im Kanton Echternach
- Gemeinden im Kanton Esch an der Alzette
- Gemeinden im Kanton Grevenmacher
- Gemeinden im Kanton Luxemburg
- Gemeinden im Kanton Mersch
- Gemeinden im Kanton Redingen
- Gemeinden im Kanton Remich
- Gemeinden im Kanton Vianden
- Gemeinden im Kanton Wiltz
- Liste deutscher Bezeichnungen luxemburgischer Orte
- Liste der Flüsse in Luxemburg

### Malta
- Liste der Städte in Malta

### Mazedonien
- Liste der Städte in Mazedonien
- Liste der Opštini in Mazedonien

### Moldau
- Liste der Städte in der Republik Moldau
- Liste der historischen Regionen in Rumänien und der Republik Moldau

### Montenegro
- Liste der Gemeinden Montenegros
- Liste deutscher Bezeichnungen serbischer und montenegrinischer Orte

### Niederlande
- Provinz (Niederlande)
- Liste der größten Gemeinden in den Niederlanden
- Liste der niederländischen Gemeinden
  - Liste aller niederländischen Gemeinden: A-G, H-P, R-Z
- Liste niederländischer Inseln
- Nationalparks in den Niederlanden
- Liste der Bahnhöfe in den Niederlanden

### Norwegen
- Norwegische Fylker (Provinzen)
- Liste der Städte in Norwegen
- Liste der norwegischen Kommunen
- Gemeinden in der Provinz Agder
- Gemeinden in der Provinz Akershus
- Gemeinden in der Provinz Buskerud
- Gemeinden in der Provinz Finnmark
- Gemeinden in der Provinz Innlandet
- Gemeinden in der Provinz Møre og Romsdal
- Gemeinden in der Provinz Nordland
- Gemeinden in der Provinz Rogaland
- Gemeinden in der Provinz Telemark
- Gemeinden in der Provinz Troms
- Gemeinden in der Provinz Trøndelag
- Gemeinden in der Provinz Vestfold
- Gemeinden in der Provinz Vestland
- Gemeinden in der Provinz Østfold
- Liste norwegischer Inseln
- Nationalparks in Norwegen
- Liste von Bergen und Erhebungen in Norwegen
- Liste der norwegischen Gletscher
- Liste der Skigebiete in Norwegen

### Österreich
- Liste der Bezirke und Statutarstädte in Österreich
  - Liste der Statutarstädte in Österreich
- Liste der Städte in Österreich
  - Liste der österreichischen Hauptstädte
- Liste der Gemeinden in Österreich
  - Liste der Gemeinden im Burgenland
  - Liste der Gemeinden in Kärnten
  - Liste der Gemeinden in Niederösterreich
  - Liste der Gemeinden in Oberösterreich
  - Liste der Gemeinden im Land Salzburg
  - Liste der Gemeinden in der Steiermark
  - Liste der Gemeinden in Tirol
  - Liste der Gemeinden in Vorarlberg
  - Wiener Gemeindebezirke
- Liste von Flüssen in Österreich
- Liste der Seen in Österreich
- Liste der Stauseen in Österreich
- Liste der höchsten Berge in Österreich
- Liste der Skigebiete in Österreich
- Liste von Burgen und Schlössern in Österreich
- Liste der Autobahnen und Schnellstraßen in Österreich
- Liste der Listen fremdsprachlicher Bezeichnungen für deutsche Orte
  - die Unterlisten sind unter Deutschland aufgelistet

- Vorarlberg:
  - Liste der Verwaltungsbezirke von Vorarlberg
  - Liste der Dreitausender in Vorarlberg
  - Liste der Pässe und Sättel in Vorarlberg
  - Liste der Täler in Vorarlberg
  - Liste der Schluchten in Vorarlberg
- Tirol:
  - Liste der Dreitausender in Nordtirol
  - Liste der Dreitausender in Osttirol
- Salzburg:
  - Liste der Dreitausender in Salzburg
- Oberösterreich:
  - Liste der Gerichtsbezirke in Oberösterreich
- Niederösterreich:
  - Liste der Verwaltungsbezirke und Statutarstädte von Niederösterreich
- Wien:
  - Wiener Gemeindebezirke
  - Liste der Berge Wiens
  - Liste der Gewässer in Wien
  - Liste der Wüstungen in Wien
  - Listen der Straßennamen von Wiener Stadtteilen: Alsergrund – Brigittenau – Döbling – Donaustadt – Favoriten – Floridsdorf – Hernals – Hietzing – Josefstadt – Landstraße – Leopoldstadt – Liesing – Margareten – Meidling – Neubau – Ottakring – Penzing – Rudolfsheim-Fünfhaus – Simmering – Währing – Wieden
- Burgenland:
  - Liste der politischen Bezirke des Burgenlands
- Steiermark:
  - Liste der politischen Bezirke der Steiermark
  - Bezirk Liezen
  - Liste der Zweitausender im Bezirk Liezen
  - Landschaftsgliederung der Steiermark Kärnten:
  - Liste der politischen Bezirke von Kärnten
  - Liste der Dreitausender in Kärnten
  - Liste slowenischer Flurnamen in Kärnten

- Listen zu einzelnen Städten und Gemeinden:
  - Liste der Stadtbezirke von Graz
  - Liste der Straßen in Innsbruck
  - Liste der Stadtteile von St. Pölten

### Polen
- Liste der polnischen Woiwodschaften
- Verwaltungsgliederung der Woiwodschaften: Ermland-Masuren – Großpolen – Heiligkreuz – Karpatenvorland – Kleinpolen – Kujawien-Pommern – Lebus – Łódź – Lublin – Masowien – Niederschlesien – Oppeln – Podlachien – Pommern – Schlesien – Westpommern
- Liste der Städte in Polen
  - Liste der polnischen Hauptstädte
- Liste polnischer Inseln
- Nationalparks in Polen
- Liste der Kreise in Pommern (historisch)
- Liste der Gewässer in Pommern
- Liste deutscher Bezeichnungen polnischer Orte

### Portugal
- Verwaltungsgliederung Portugals
- Liste der Distrikte in Portugal
- Liste der Municípios in Portugal
- Liste der Seen in Portugal
  - Liste der Seen auf den Azoren
- Liste der Städte in Portugal

### Rumänien
- Planungsregionen in Rumänien
- Liste der Kreise in Rumänien
- Liste der Städte in Rumänien
- Liste der Flüsse in Rumänien
- Liste der historischen Regionen in Rumänien und der Republik Moldau
- Liste deutscher und ungarischer Bezeichnungen rumänischer Orte

### Russland
- Föderale Gliederung Russlands
  - Verwaltungsgliederung der Region Altai
  - Verwaltungsgliederung der Oblast Amur
  - Verwaltungsgliederung der Oblast Archangelsk
  - Verwaltungsgliederung der Republik Baschkortostan
  - Verwaltungsgliederung der Oblast Belgorod
  - Verwaltungsgliederung der Oblast Brjansk
  - Verwaltungsgliederung der Republik Burjatien
  - Verwaltungsgliederung der Region Chabarowsk
  - Verwaltungsgliederung des Autonomen Kreises der Chanten und Mansen/Jugra
  - Verwaltungsgliederung der Republik Dagestan
  - Verwaltungsgliederung der Oblast Irkutsk
  - Verwaltungsgliederung der Oblast Iwanowo
  - Verwaltungsgliederung der Oblast Jaroslawl
  - Verwaltungsgliederung der Oblast Kaliningrad
  - Verwaltungsgliederung der Oblast Kaluga
  - Verwaltungsgliederung der Republik Karelien
  - Verwaltungsgliederung der Oblast Kemerowo
  - Verwaltungsgliederung der Oblast Kirow
  - Verwaltungsgliederung der Republik Komi
  - Verwaltungsgliederung der Oblast Kostroma
  - Verwaltungsgliederung der Region Krasnodar
  - Verwaltungsgliederung der Oblast Kurgan
  - Verwaltungsgliederung der Oblast Kursk
  - Verwaltungsgliederung der Oblast Leningrad
  - Verwaltungsgliederung der Oblast Lipezk
  - Verwaltungsgliederung der Republik Mordwinien
  - Verwaltungsgliederung der Oblast Murmansk
  - Verwaltungsgliederung der Oblast Nischni Nowgorod
  - Verwaltungsgliederung der Oblast Nowgorod
  - Verwaltungsgliederung der Oblast Nowosibirsk
  - Verwaltungsgliederung der Oblast Omsk
  - Verwaltungsgliederung der Oblast Orenburg
  - Verwaltungsgliederung der Oblast Orjol
  - Verwaltungsgliederung der Oblast Pensa
  - Verwaltungsgliederung der Region Perm
  - Verwaltungsgliederung der Region Primorje
  - Verwaltungsgliederung der Oblast Pskow
  - Verwaltungsgliederung der Oblast Rjasan
  - Verwaltungsgliederung der Oblast Rostow
  - Verwaltungsgliederung der Republik Sacha
  - Verwaltungsgliederung der Oblast Samara
  - Verwaltungsgliederung der Stadt Sankt Petersburg
  - Verwaltungsgliederung der Oblast Saratow
  - Verwaltungsgliederung der Oblast Smolensk
  - Verwaltungsgliederung der Region Stawropol
  - Verwaltungsgliederung der Oblast Swerdlowsk
  - Verwaltungsgliederung der Oblast Tambow
  - Verwaltungsgliederung der Republik Tatarstan
  - Verwaltungsgliederung der Oblast Tjumen
  - Verwaltungsgliederung der Oblast Tomsk
  - Verwaltungsgliederung der Region Transbaikalien
  - Verwaltungsgliederung der Oblast Tscheljabinsk
  - Verwaltungsgliederung der Republik Tschetschenien
  - Verwaltungsgliederung der Republik Tschuwaschien
  - Verwaltungsgliederung der Oblast Tula
  - Verwaltungsgliederung der Republik Tuwa
  - Verwaltungsgliederung der Oblast Twer
  - Verwaltungsgliederung der Republik Udmurtien
  - Verwaltungsgliederung der Oblast Uljanowsk
  - Verwaltungsgliederung der Oblast Wladimir
  - Verwaltungsgliederung der Oblast Wolgograd
  - Verwaltungsgliederung der Oblast Wologda
  - Verwaltungsgliederung der Oblast Woronesch
- Liste der Städte in Russland
- Liste großer Siedlungen in Russland
  - Liste der Städte in der Region Altai
  - Liste der Städte in der Oblast Amur
  - Liste der Städte in der Oblast Archangelsk
  - Liste der Städte in der Republik Baschkortostan
  - Liste der Städte in der Oblast Belgorod
  - Liste der Städte in der Oblast Brjansk
  - Liste der Städte in der Republik Burjatien
  - Liste der Städte in der Region Chabarowsk
  - Liste der Städte im Autonomen Kreis der Chanten und Mansen/Jugra
  - Liste der Städte in der Republik Dagestan
  - Liste der Städte in der Oblast Irkutsk
  - Liste der Städte in der Oblast Iwanowo
  - Liste der Städte in der Oblast Jaroslawl
  - Liste der Städte in der Oblast Kaliningrad
  - Liste von Ortschaften in der Oblast Kaliningrad
  - Liste der Städte in der Oblast Kaluga
  - Liste der Städte in der Republik Karelien
  - Liste der Städte in der Oblast Kemerowo
  - Liste der Städte in der Oblast Kirow
  - Liste der Städte in der Republik Komi
  - Liste der Städte in der Oblast Kostroma
  - Liste der Städte in der Region Krasnodar
  - Liste der Städte in der Region Krasnojarsk
  - Liste der Städte in der Oblast Kursk
  - Liste der Städte in der Oblast Leningrad
  - Liste der Städte in der Oblast Magadan
  - Liste der Städte in der Republik Mari El
  - Liste der Städte in der Republik Mordwinien
  - Liste der Städte in der Oblast Moskau
  - Liste der Städte in der Oblast Murmansk
  - Liste der Städte in der Oblast Nischni Nowgorod
  - Liste der Städte in der Oblast Nowgorod
  - Liste der Städte in der Oblast Nowosibirsk
  - Liste der Städte in der Oblast Omsk
  - Liste der Städte in der Oblast Orjol
  - Liste der Städte in der Oblast Pensa
  - Liste der Städte in der Region Perm
  - Liste der Städte in der Region Primorje
  - Liste der Städte in der Oblast Pskow
  - Liste der Städte in der Oblast Rjasan
  - Liste der Städte in der Oblast Rostow
  - Liste der Städte in der Republik Sacha
  - Liste der Städte in der Oblast Sachalin
  - Liste der Städte in der Oblast Samara
  - Liste der Städte in der Oblast Saratow
  - Liste der Städte in der Oblast Smolensk
  - Liste der Städte in der Region Stawropol
  - Liste der Städte in der Oblast Swerdlowsk
  - Liste der Städte in der Oblast Tambow
  - Liste der Städte in der Republik Tatarstan
  - Liste der Städte in der Region Transbaikalien
  - Liste der Städte in der Oblast Tscheljabinsk
  - Liste der Städte in der Oblast Tula
  - Liste der Städte in der Oblast Twer
  - Liste der Städte in der Oblast Uljanowsk
  - Liste der Städte in der Oblast Wladimir
  - Liste der Städte in der Oblast Wolgograd
  - Liste der Städte in der Oblast Wologda
  - Liste der Städte in der Oblast Woronesch
- Liste deutscher Bezeichnungen russischer Orte
- Liste russischer Inseln

### San Marino
- Liste der Gemeinden in San Marino

### Schweden
- Län (Verwaltungsprovinzen) Schwedens
- Schwedische Landschaften
- Liste der Städte in Schweden
- Liste der Seen in Schweden
- Liste der Skigebiete in Schweden
- Nationalparks in Schweden
- Liste der Gemeinden in Västra Götalands län

### Schweiz
- Liste der Grossregionen der Schweiz
- Liste der Schweizer Kantone
- Liste der Bezirke der Schweiz
- Liste der Gemeinden der Schweiz
  - Listen der Schweizer Gemeinden nach Kantonen: Aargau – Appenzell Ausserrhoden – Appenzell Innerrhoden – Basel-Landschaft – Basel-Stadt – Bern – Freiburg – Genf – Glarus – Graubünden – Jura – Luzern – Neuenburg – Nidwalden – Obwalden – Schaffhausen – Schwyz – Solothurn – St. Gallen – Tessin – Thurgau – Uri – Waadt – Wallis – Zug – Zürich
  - Aufgehobene politische Gemeinden der Schweiz
  - Liste von Namensänderungen politischer Gemeinden der Schweiz
  - Frühere Gemeindeorganisation des Kantons Thurgau
- Liste der größten Agglomerationen der Schweiz
- Liste der Städte in der Schweiz
  - Stadtgliederung der Stadt Bern
  - Stadtteile der Stadt Winterthur
- Liste der Regionen in der Schweiz
- Liste der Flüsse in der Schweiz
- Liste der größten Seen in der Schweiz
- Liste der Speicherseen in der Schweiz
- Liste von Schweizer Inseln
- Liste von Bergen in der Schweiz
- Liste von Tälern in der Schweiz
- Liste Schweizer Gletscher
- Liste der Skigebiete in der Schweiz
- Liste der Pässe in der Schweiz
- Liste der Schweizer Eisenbahngesellschaften
- Liste von Bergbahnen in der Schweiz
- S-Bahnen in der Schweiz
- Liste deutscher Bezeichnungen von Schweizer Orten
- Liste französischer Bezeichnungen von Schweizer Orten
- Liste der Listen fremdsprachlicher Bezeichnungen für deutsche Orte
  - die Unterlisten sind unter Deutschland aufgelistet

### Serbien
- Verwaltungsbezirk in Serbien
- Liste der größten Städte in Serbien
- Liste der Gemeinden Serbiens
- Liste der Orte der Vojvodina
- Liste deutscher Bezeichnungen serbischer und montenegrinischer Orte

#### Kosovo
- Liste der Städte im Kosovo

### Slowakei
- Verwaltungsgliederung der Slowakei
- Liste der Städte in der Slowakei
- Liste der Städte und Gemeinden in der Slowakei
- Liste traditioneller Regionen der Slowakei
- Liste der Flüsse in der Slowakei
- Liste der Tourismusregionen der Slowakei
- Nationalparks in der Slowakei
- Liste deutscher Bezeichnungen slowakischer Orte

### Slowenien
- Liste der Gemeinden in Slowenien
- Liste deutscher Namen für slowenische Orte

### Spanien
- Autonome Gemeinschaften Spaniens#Liste der autonomen Gemeinschaften und Städte
- Liste der spanischen Autonomen Gemeinschaften nach Fläche
- Liste der spanischen Autonomen Gemeinschaften nach Einwohnerzahl
- Liste der Provinzen Spaniens
- Liste der Comarcas in Spanien
  - Liste der Comarcas von Aragonien
  - Liste der Comarcas und Gemeinden Asturiens
  - Liste der Comarques Kataloniens
  - Liste der Comarcas in der Region Valencia
- Liste der Städte in Spanien
- Gemeinden
  - Liste der Gemeinden in der Provinz Álava
  - Liste der Gemeinden in der Provinz Albacete
  - Liste der Gemeinden in der Provinz Alicante
  - Liste der Gemeinden in der Provinz Almería
  - Liste der Comarcas und Gemeinden Asturiens
  - Liste der Gemeinden in der Provinz Ávila
  - Liste der Gemeinden in der Provinz Badajoz
  - Liste der Gemeinden auf den Balearischen Inseln
  - Liste der Gemeinden in der Provinz Barcelona
  - Liste der Gemeinden in der Provinz Bizkaia
  - Liste der Gemeinden in der Provinz Burgos
  - Liste der Gemeinden in der Provinz Cáceres
  - Liste der Gemeinden in der Provinz Cádiz
  - Liste der Gemeinden in der Provinz Castellón
  - Liste der Gemeinden in der Provinz Ciudad Real
  - Liste der Gemeinden in der Provinz Córdoba
  - Liste der Gemeinden in der Provinz A Coruña
  - Liste der Gemeinden in der Provinz Cuenca
  - Liste der Gemeinden in der Provinz Granada
  - Liste der Gemeinden in der Provinz Gipuzkoa
  - Liste der Gemeinden in der Provinz Guadalajara
  - Liste der Gemeinden in der Provinz Huelva
  - Liste der Gemeinden in der Provinz Jaén
  - Liste der Gemeinden auf den Kanarischen Inseln
  - Liste der Gemeinden in der Provinz Lugo
  - Liste der Gemeinden in der autonomen Gemeinschaft Madrid
  - Liste der Gemeinden in der Provinz Málaga
  - Liste der Gemeinden in der Provinz Ourense
  - Liste der Gemeinden in der Provinz Pontevedra
  - Liste der Gemeinden in der Provinz Salamanca
  - Liste der Gemeinden in der Provinz Sevilla
- Landschaftszonen auf Mallorca
- Liste der spanischen Küsten
- Liste deutscher Bezeichnungen spanischer Orte
- Liste katalanisch-spanischer Ortsnamen im katalanischen Sprachgebiet

### Tschechien
- Verwaltungsgliederung Tschechiens
- Länder Tschechiens (historisch)
- Liste der Städte in Tschechien
- Liste der Naturschutzgebiete in Tschechien
- Liste der Naturschutzgebiete in Tschechien
- Liste deutscher Bezeichnungen tschechischer Orte

### Ukraine
- Liste der Oblaste der Ukraine
- Liste der Rajone der Ukraine
- Liste der Städte in der Ukraine
- Liste ukrainischer Städtepartnerschaften
- Liste deutscher Bezeichnungen ukrainischer Orte
- Stauseen in der Ukraine

### Ungarn
- Liste der Komitate Ungarns
  - Liste der historischen Komitate Ungarns
- Liste der größten Orte in Ungarn
  - Liste der Gemeinden im Komitat Baranya
  - Liste der Gemeinden im Komitat Borsod-Abaúj-Zemplén
  - Liste der Gemeinden im Komitat Bács-Kiskun
  - Liste der Gemeinden im Komitat Győr-Moson-Sopron
  - Liste der Gemeinden im Komitat Komárom-Esztergom
  - Liste der Gemeinden im Komitat Pest
  - Liste der Gemeinden im Komitat Tolna
  - Liste der Gemeinden im Komitat Vas
  - Liste der Gemeinden im Komitat Veszprém
- Nationalparks in Ungarn
- Liste deutscher Bezeichnungen ungarischer Orte

### Vereinigtes Königreich
- Verwaltungsgliederung des Vereinigten Königreichs
  - England
    - Verwaltungsgliederung Englands
    - Verwaltungsgrafschaften Englands
    - Zeremonielle Grafschaften Englands
    - Traditionelle Grafschaften Englands
    - Metropolitan Countys in England
    - Liste der Districts in England
    - London Boroughs

  - Schottland
    - Verwaltungsgliederung Schottlands
    - Verwaltungsgrafschaften Schottlands
    - Traditionelle Grafschaften Schottlands

  - Wales
    - Verwaltungsgliederung von Wales
    - Traditionelle Grafschaften von Wales

  - Nordirland
    - Verwaltungsgliederung Irlands (mit Nordirland)

  - Britische Überseegebiete
    - Liste der Falklandinseln
    - Liste der Orte in St. Helena, Ascension und Tristan da Cunha
- Liste der Städte im Vereinigten Königreich
- Liste von Bergen und Erhebungen im Vereinigten Königreich
- Liste der Seen im Vereinigten Königreich
- Nationalparks im Vereinigten Königreich

### Belarus
- Liste der Städte in Belarus
- Liste deutscher Bezeichnungen belarussischer Orte

## Kontinent Nordamerika
- Liste historischer Staaten in Amerika
- Liste der Berge oder Erhebungen in Nordamerika
- Liste deutscher Bezeichnungen nordamerikanischer Orte

### Antigua und Barbuda
- Liste der Orte in Antigua und Barbuda

### Bahamas
- Distrikte der Bahamas
- Liste der Städte auf den Bahamas

### Barbados
- Liste der Städte in Barbados

### Belize
- Liste der Städte in Belize

### Costa Rica
- Liste der Städte in Costa Rica

### Dominica
- Liste der Städte auf Dominica

### Dominikanische Republik
- Liste der Provinzen der Dominikanischen Republik
- Liste der Städte in der Dominikanischen Republik
- Nationalparks in der Dominikanischen Republik

### El Salvador
- Departamentos in El Salvador
- Liste der Städte in El Salvador

### Grenada
- Liste der Orte in Grenada

### Guatemala
- Departamentos in Guatemala
- Liste der Städte in Guatemala

### Haiti
- Départements von Haiti
- Liste der Arrondissements in Haiti
- Liste der Städte in Haiti

### Honduras
- Departamentos in Honduras
- Liste der Städte in Honduras
- Nationalparks in Honduras

### Jamaika
- Verwaltungsgliederung Jamaikas
- Liste der Städte in Jamaika

### Kanada
- Provinzen und Territorien Kanadas
  - Liste der Regionaldistrikte in British Columbia
  - Verwaltungsgliederung Ontarios
  - Verwaltungsgliederung Québecs
  - Liste der census divisions in Saskatchewan
- Liste der Städte in Kanada
  - Liste der kanadischen Hauptstädte
  - Liste der Gemeinden in British Columbia
  - Liste der Gemeinden in den Nordwest-Territorien
  - Liste der Gemeinden in Ontario
  - Liste der Gemeinden in Québec
  - Liste der Gemeinden in Yukon
- Liste der Flüsse in Kanada
  - Liste der Flüsse in Ontario
  - Liste der Flüsse in Québec
  - Liste der Flüsse in Saskatchewan
- Liste der Seen in Kanada
- Liste der Berge in Kanada
- Liste kanadischer Inseln
- Nationalparks in Kanada
- Liste der Skigebiete in Kanada

### Kuba
- Provinzen Kubas
- Municipios in Kuba
- Liste der Städte in Kuba

### Mexiko
- Liste mexikanischer Staaten
  - Liste der Municipios in Aguascalientes
  - Liste der Municipios in Baja California
  - Liste der Municipios in Baja California Sur
  - Liste der Municipios in Campeche
  - Liste der Municipios in Chiapas
  - Liste der Municipios in Chihuahua
  - Liste der Municipios in Coahuila
  - Liste der Municipios in Colima
  - Liste der Municipios in Durango
  - Liste der Municipios in Guanajuato
  - Liste der Municipios in Guerrero
  - Liste der Municipios in Hidalgo
  - Liste der Municipios in Jalisco
  - Liste der Municipios in México
  - Liste der Municipios in Michoacán
  - Liste der Municipios in Morelos
  - Liste der Municipios in Nayarit
  - Liste der Municipios in Nuevo León
  - Liste der Municipios in Oaxaca
  - Liste der Municipios in Puebla
  - Liste der Municipios in Querétaro
  - Liste der Municipios in Quintana Roo
  - Liste der Municipios in San Luis Potosí
  - Liste der Municipios in Sinaloa
  - Liste der Municipios in Sonora
  - Liste der Municipios in Tabasco
  - Liste der Municipios in Tamaulipas
  - Liste der Municipios in Tlaxcala
  - Liste der Municipios in Veracruz
  - Liste der Municipios in Yucatán
  - Liste der Municipios in Zacatecas
- Liste der Städte in Mexiko

### Nicaragua
- Departamentos in Nicaragua
- Liste der Städte in Nicaragua

### Panama
- Liste der Städte in Panama
- Nationalparks in Panama

### St. Kitts und Nevis
- Liste der Orte in St. Kitts und Nevis

### St. Lucia
- Liste der Orte in St. Lucia

### St. Vincent und die Grenadinen
- Liste der Orte in St. Vincent und den Grenadinen

### Trinidad und Tobago
- Liste der Städte in Trinidad und Tobago

### Vereinigte Staaten
- Liste der Bundesstaaten der Vereinigten Staaten
  - Liste der Bundesstaaten der Vereinigten Staaten nach Fläche
  - Liste der Bundesstaaten der Vereinigten Staaten nach Einwohnerzahl
- Liste der Städte in den Vereinigten Staaten
  - Liste der Hauptstädte der Vereinigten Staaten
    - Verwaltungsgliederung von New York City
- Liste der Berge der USA über 14.000 ft Höhe
- Liste von Flüssen in den Vereinigten Staaten
- Liste von Vulkanen in den Vereinigten Staaten
- Nationalparks in den Vereinigten Staaten
- Listen zu einzelnen Bundesstaaten:
  - Liste der Countys in Alabama
  - Liste der Städte in Alabama
  - Liste der Boroughs und Census Areas in Alaska
  - Liste der Städte in Alaska
  - Liste von Bergen in Alaska
  - Liste der Gletscher Alaskas
  - Liste der National Wildlife Refuges in Alaska
  - Liste der Countys in Arizona
  - Liste der Städte in Arizona
  - Liste der Countys in Arkansas
  - Liste der Städte in Arkansas
  - Liste der Countys in Colorado
  - Liste der Orte in Colorado
  - Liste der Countys in Connecticut
  - Liste der Städte in Connecticut
  - Liste der Countys in Delaware
  - Liste der Städte in Delaware
  - Liste der Countys in Florida
  - Liste der Orte in Florida
  - Liste der Countys in Georgia
  - Liste der Orte in Georgia
  - Liste der Countys in Hawaii
  - Liste der Städte in Hawaii
  - Liste der Countys in Idaho
  - Liste der Städte in Idaho
  - Liste der Countys in Illinois
  - Liste der Ortschaften in Illinois
  - Liste der Countys in Indiana
  - Liste der Städte in Indiana
  - Liste der Countys in Iowa
  - Liste der Ortschaften in Iowa
  - Liste der Countys in Kalifornien
  - Liste der Orte in Kalifornien
  - Liste der Countys in Kansas
  - Liste der Städte in Kansas
  - Liste der Countys in Kentucky
  - Liste der Städte in Kentucky
  - Liste der Parishes in Louisiana
  - Liste der Ortschaften in Louisiana
  - Liste der Countys in Maine
  - Liste der Städte in Maine
  - Liste der Countys in Maryland
  - Liste der Städte in Maryland
  - Liste der Countys in Massachusetts
  - Liste der Städte in Massachusetts
  - Liste der Countys in Michigan
  - Liste der Städte, Dörfer und Townships in Michigan
  - Liste der Countys in Minnesota
  - Liste der Ortschaften in Minnesota
  - State Parks in Minnesota
  - Liste der Countys in Mississippi
  - Liste der Ortschaften in Mississippi
  - Liste der Countys in Missouri
  - Liste der Ortschaften in Missouri
  - Liste der Countys in Montana
  - Liste der Städte und Ortschaften in Montana
  - Liste der Countys in Nebraska
  - Liste der Städte in Nebraska
  - Liste der Countys in Nevada
  - Liste der Städte in Nevada
  - Liste der Countys in New Hampshire
  - Liste der Städte in New Hampshire
  - Liste der Countys in New Jersey
  - Liste der Städte in New Jersey
  - Liste der Countys in New Mexico
  - Liste der Städte in New Mexico
  - Liste der Countys in New York
  - Liste der Citys im Bundesstaat New York
  - Liste der Towns im Bundesstaat New York
  - Liste der Countys in North Carolina
  - Liste der Städte in North Carolina
  - Liste der Countys in North Dakota
  - Liste der Ortschaften in North Dakota
  - Liste der Countys in Ohio
  - Liste der Countys in Oklahoma
  - Liste der Orte in Oklahoma
  - Liste der Countys in Oregon
  - Liste der Städte in Oregon
  - Liste der Countys in Pennsylvania
  - Liste der Countys in Rhode Island
  - Liste der Städte in Rhode Island
  - Liste der Countys in South Carolina
  - Liste der Städte in South Carolina
  - Liste der Countys in South Dakota
  - Liste der Ortschaften in South Dakota
  - Liste der Countys in Tennessee
  - Liste der Ortschaften in Tennessee
  - Liste der Countys in Texas
  - Liste der Städte in Texas
  - Liste der Countys in Utah
  - Liste der Ortschaften in Utah
  - Liste der Countys in Vermont
  - Liste der Städte in Vermont
  - Liste der Countys in Virginia
  - Liste der Flüsse in Virginia
  - Liste der Countys in Washington
  - Liste der Städte in Washington
  - Liste der Countys in West Virginia
  - Liste der Städte in West Virginia
  - Liste der Countys in Wisconsin
  - Liste der Orte in Wisconsin
  - Liste der Countys in Wyoming
  - Liste von Bergen in Wyoming
  - Liste der Städte in Wyoming

#### Puerto Rico
- Liste der Gemeinden in Puerto Rico

## Kontinent Südamerika
- Liste historischer Staaten in Amerika
- Liste der Berge oder Erhebungen in Südamerika
- Liste der größten Städte Südamerikas
- Liste von Seen und Talsperren in Südamerika

### Argentinien
- Liste der Provinzen Argentiniens
- Liste der Städte in Argentinien
- Liste der Berge in Argentinien
- Liste der Nationalparks in Argentinien

### Bolivien
- Liste der Verwaltungseinheiten von Bolivien
  - Departamentos in Bolivien
- Liste der Städte in Bolivien
- Liste der Berge oder Erhebungen in Bolivien
- Liste von Vulkanen in Bolivien
- Liste der Nationalparks in Bolivien

### Brasilien
- Liste der Bundesstaaten Brasiliens
- Liste der Municípios in Brasilien
  - Liste der brasilianischen Hauptstädte
  - Verwaltungsregionen der Stadt Rio de Janeiro
  - Liste der Unterpräfekturen der Stadt São Paulo
- Listen zu einzelnen Bundesstaaten:
  - Liste der Municípios in Acre
  - Liste der Municípios in Alagoas
  - Liste der Municípios in Amapá
  - Liste der Municípios in Amazonas (Brasilien)
  - Liste der Municípios in Bahia
  - Liste der Municípios in Ceará
  - Liste der Municípios in Espírito Santo
  - Liste der Municípios in Goiás
  - Liste der Municípios in Maranhão
  - Liste der Municípios in Mato Grosso
  - Liste der Municípios in Mato Grosso do Sul
  - Liste der Municípios in Minas Gerais
  - Liste der Municípios in Pará
  - Liste der Municípios in Paraíba
  - Liste der Municípios in Paraná
  - Liste der Municípios in Pernambuco
  - Liste der Municípios in Piauí
  - Liste der Municípios in Rio de Janeiro
  - Liste der Municípios in Rio Grande do Norte
  - Liste der Municípios in Rio Grande do Sul
  - Liste der Municípios in Rondônia
  - Liste der Municípios in Roraima
  - Liste der Municípios in Santa Catarina
  - Liste der Municípios in São Paulo
  - Liste der Municípios in Sergipe
  - Liste der Municípios in Tocantins
  - Liste der Nationalparks in Brasilien

### Chile
- Liste der Städte in Chile
- Liste der Gemeinden in Chile
- Liste der Nationalparks in Chile

### Ecuador
- Liste der Städte in Ecuador
- Liste der Berge in Ecuador

### Guyana
- Liste der Städte in Guyana

### Kolumbien
- Liste der Städte in Kolumbien
  - Liste der Stadtbezirke von Bogotá
- Liste der Municipios im Departamento de Antioquia

### Paraguay
- Departamentos in Paraguay
- Liste der Städte in Paraguay
- Distrikte im Departamento Alto Paraguay
- Distrikte im Departamento Alto Paraná
- Distrikte im Departamento Amambay
- Distrikte im Departamento Boquerón
- Distrikte im Departamento Caaguazú
- Distrikte im Departamento Caazapá
- Distrikte im Departamento Canindeyú
- Distrikte im Departamento Central
- Distrikte im Departamento Concepción
- Distrikte im Departamento Cordillera
- Distrikte im Departamento Guairá
- Distrikte im Departamento Itapúa
- Distrikte im Departamento Misiones
- Distrikte im Departamento Ñeembucú
- Distrikte im Departamento Paraguarí
- Distrikte im Departamento Presidente Hayes
- Distrikte im Departamento San Pedro

### Peru
- Verwaltungsgliederung Perus
- Liste der Städte in Peru
  - Liste der Stadtbezirke von Lima

### Suriname
- Distrikte in Suriname
- Ressort (Suriname)
- Liste der Städte in Suriname
- Liste der Naturschutzgebiete in Suriname

### Uruguay
- Departamentos in Uruguay
- Liste der Städte in Uruguay

### Venezuela
- Staaten Venezuelas
- Liste der Städte in Venezuela

## Geographie nach Themen

### Gebirge und Höhenzüge
- Liste der größten Gebirge der Erde
  - Liste der Gebirge in Australien
  - Liste der Gebirge in China
  - Liste der Gebirge und Höhenzüge in Deutschland
    - Liste der Mittelgebirge in Nordrhein-Westfalen

  - Liste der Gebirge in Kirgisistan
  - Liste der Gebirge in Namibia
  - Liste der Gebirgsketten an der nordamerikanischen Pazifikküste
  - Liste der Gebirgsgruppen in den Ostalpen (nach AVE)

#### Berge und Erhebungen
- Achttausender
- Höchster Berg
  - Seven Summits
  - Seven Second Summits
  - Liste der Berge oder Erhebungen in Afrika
  - Liste der Berge oder Erhebungen in Antarktika
  - Liste von Bergen in Asien
    - Liste der Berge im Altai

  - Liste von Bergen und Erhebungen in Australien
  - Liste der Berge oder Erhebungen in Europa
    - Liste der Viertausender in den Alpen
      - Liste der Gipfel der Allgäuer Alpen
        - Liste der Berge der Tannheimer Gruppe

    - Liste von Bergen des Elbsandsteingebirges
    - Liste von Bergen im Erzgebirge
    - Liste von Bergen und Erhebungen der Fränkischen Alb
    - Liste von Bergen im Harz
    - Liste von Bergen und Erhebungen des Naturparks Habichtswald
    - Liste von Bergen des Rheinischen Schiefergebirges
      - Liste von Bergen und Erhebungen der Eifel
      - Liste von Bergen des Kellerwalds
      - Liste von Bergen des Rothaargebirges
      - Liste von Bergen und Erhebungen des Taunus
      - Liste von Bergen und Erhebungen des Westerwalds

    - Liste von Bergen in der Rhön
    - Liste von Bergen und Erhebungen im Schwarzwald
    - Liste von Bergen und Erhebungen des Schönbuchs
    - Liste von Bergen und Erhebungen des Spessart

  - Liste der Berge oder Erhebungen in Nordamerika
    - White mountain four-thousand footers

  - Liste der Berge oder Erhebungen in Südamerika
  - Liste der Berge oder Erhebungen in Ozeanien
- Liste der höchsten Punkte nach Land
  - Liste der höchsten Berge in Albanien
  - Liste der Berge oder Erhebungen in Andorra
  - Liste der Berge in Argentinien
  - Liste von Bergen in Äthiopien
  - Liste von Bergen und Erhebungen in Australien
  - Liste der Berge oder Erhebungen in Belgien
  - Liste der Berge oder Erhebungen in Bolivien
  - Liste der höchsten Berge in Bosnien und Herzegowina
    - Liste der Berge auf den Färöern
    - Liste der Berge oder Erhebungen in Grönland

  - Liste der höchsten Berge in Deutschland
  - Liste der höchsten Berge der deutschen Länder
    - Liste von Bergen in Baden-Württemberg
    - Liste von Bergen in Bayern
    - Liste von Erhebungen in Berlin
    - Liste von Erhebungen in Brandenburg
    - Liste von Erhebungen in Hamburg
    - Liste von Bergen und Erhebungen in Hessen
    - Liste von Erhebungen in Mecklenburg-Vorpommern
    - Liste von Bergen und Erhebungen in Niedersachsen
    - Liste von Bergen und Erhebungen in Nordrhein-Westfalen
      - Liste von Bergen und Erhebungen in Ostwestfalen-Lippe

    - Liste von Bergen in Rheinland-Pfalz
    - Liste von Bergen im Saarland
    - Liste von Bergen in Sachsen
    - Liste von Bergen und Erhebungen in Sachsen-Anhalt
    - Liste von Erhebungen in Schleswig-Holstein
    - Liste von Bergen und Erhebungen in Thüringen

  - Liste der Berge in Ecuador
  - Liste von Bergen und Erhebungen in Finnland
  - Liste von Bergen und Erhebungen in Frankreich
    - Liste der Berge auf Martinique

  - Liste von Erhebungen in Gambia
  - Liste von Bergen in Griechenland
  - Liste der Berge oder Erhebungen in Indonesien
  - Liste der Berge oder Erhebungen im Iran
  - Liste von Bergen in Irland
  - Liste von Bergen und Erhebungen in Island
  - Liste von Bergen und Erhebungen in Italien
  - Liste der Berge oder Erhebungen in Japan
  - Liste der Berge in Kanada
  - Liste der höchsten Erhebungen der kanadischen Provinzen und Territorien
  - Liste von Bergen und Erhebungen in Kroatien
  - Liste der Berge oder Erhebungen in Liberia
  - Liste von Bergen und Erhebungen in Montenegro
  - Liste der Berge in Namibia
  - Liste der Berge und Erhebungen in Nepal
  - Liste der höchsten Berge und Erhebungen in den Niederlanden
  - Liste von Bergen und Erhebungen in Norwegen
  - Liste der höchsten Berge in Österreich
    - Liste der Dreitausender in Vorarlberg
    - Liste der Zweitausender im Bezirk Liezen (Steiermark)
    - Liste der Berge Wiens

  - Liste der Berge oder Erhebungen in Osttimor
  - Liste der Berge in Paraguay
  - Liste von Bergen in der Schweiz
  - Liste der Berge oder Erhebungen im Senegal
  - Liste der höchsten Berge und Erhebungen in Serbien
    - Liste von Bergen und Erhebungen im Kosovo

  - Liste von Bergen und Erhebungen in der Slowakei
  - Liste der höchsten Berge in Slowenien
  - Liste der Berge oder Erhebungen im Sudan
  - Liste der Berge in Thailand
  - Liste von Bergen in der Türkei
  - Liste der Berge oder Erhebungen in Uganda
  - Liste der Berge oder Erhebungen in den Vereinigten Staaten
  - Liste der höchsten Erhebungen der Bundesstaaten der Vereinigten Staaten
    - Liste von Bergen in Alaska
    - Liste der Berge in Utah

  - Liste von Bergen und Erhebungen im Vereinigten Königreich
    - Liste der Berge in Schottland
- Liste von Bergen nach Schartenhöhe

#### Pässe
- Liste der Alpenpässe
- Liste der befahrbaren Pässe in Colorado
- Liste der Gebirgspässe in Frankreich
- Pässe im Taunus
- Liste der Hochebenen und Bergpässe in Island
- Liste der Alpenpässe in Italien
- Liste der Gebirgspässe in Namibia
- Liste der Pässe in Neuseeland
- Liste der Pässe in Österreich
- Liste der Pässe und Sättel in Vorarlberg
- Liste der Pässe in der Schweiz
- Liste der befahrbaren Pässe der Sierra Nevada

### Gewässer
- Liste der Meere
  - Liste chinesischer Meere
  - Liste grönländischer Fjorde
  - Liste von Fjorden in Island
  - Liste von Meeresstraßen
- Liste der Gewässer namens Aa
- in Deutschland:
  - Liste der Gewässer im Landkreis Biberach
  - Liste der Gewässer in der Freien Hansestadt Bremen
  - Gewässer in Dortmund
  - Liste der Gewässer im Flusssystem Günz
  - Liste der Gewässer in Halle (Saale)
  - Liste der Gewässer in Mecklenburg-Vorpommern (Bodden, Buchten, Stauseen und Talsperren)
  - Liste der Gewässer im Flusssystem Mindel
  - Liste der Gewässer in München
  - Liste der Gewässer in Ostwestfalen-Lippe
  - Liste der Gewässer in Remscheid
  - Liste der Gewässer in Sachsen
  - Liste der Gewässer in Sachsen-Anhalt
  - Liste der Gewässer in Schleswig-Holstein
  - Liste der Gewässer in Thüringen
  - Liste der Gewässer in Wuppertal
- in Österreich:
  - Liste der Gewässer in Wien
- nach Staat:
  - Liste der Gewässer in Gambia
  - Liste von Gewässern in Nigeria
  - Liste von Gewässern im Sudan
  - Liste der Gewässer in Uganda

#### Seen und Stauseen
- Liste der größten Seen
- nach Kontinent:
  - Liste von Seen in Afrika
  - Liste der Seen in Australien
  - Liste der größten Seen in Europa
  - Liste von Seen und Talsperren in Südamerika
- nach Staat:
  - Liste der Seen in Albanien
  - Liste der Seen in Australien
  - Liste von Seen in China
  - Liste der Seen in Dänemark
    - Liste der Seen auf den Färöern
    - Liste grönländischer Seen

  - Liste von Seen in Deutschland
    - Liste der Seen in Bayern
    - Liste der Seen in Berlin
    - Liste der Seen in Brandenburg
    - Liste der Seen in Mecklenburg-Vorpommern
    - Liste der Seen in Nordrhein-Westfalen
      - Villeseen

    - Liste von Seen in Rheinland-Pfalz
    - Liste der Seen in Sachsen-Anhalt
    - Liste der Seen in Schleswig-Holstein

  - Liste der Seen in Estland
  - Liste der größten Seen in Finnland
  - Liste der Seen in Frankreich
  - Liste von Seen in Griechenland
  - Liste von Seen in Island
  - Liste der Seen in Italien
    - Oberitalienische Seen

  - Liste der Seen in Japan
  - Liste der Seen in Kanada
  - Liste von Seen in Liberia
  - Liste der Seen in Montenegro
  - Liste der Seen in Namibia
  - Liste von Seen in Norwegen
  - Liste der Seen in Österreich
    - Kärntner Seen

  - Liste der Seen in Polen
  - Liste der größten Seen in der Schweiz
  - Liste von Seen in Südafrika
  - Liste der Seen im Vereinigten Königreich

- Liste der größten Stauseen der Erde
- Liste von Talsperren der Welt
  - Liste von Talsperren in Deutschland
    - Liste der Teiche der Revierwasserlaufanstalt Freiberg
    - Liste der Teiche des Unterharzer Teich- und Grabensystems

  - Liste der Staudämme und Stauseen in Namibia
  - Liste der Stauseen in Österreich
  - Liste der Speicherseen in der Schweiz
  - Stauseen in der Ukraine
  - Liste von Talsperren in den Vereinigten Staaten

#### Flüsse und Kanäle
- Liste der längsten Flüsse der Erde
- Liste der Listen von Flüssen
- nach Kontinent:
  - Liste von Flüssen in Afrika
  - Liste von Flüssen in Antarktika
  - Liste von Flüssen in Asien
  - Liste von Flüssen in Australien und Ozeanien
  - Liste von Flüssen in Europa
  - Liste von Flüssen in Nordamerika
  - Liste von Flüssen in Südamerika
- nach Staat:
  - Liste der Flüsse in Albanien
  - Liste der Flüsse in Angola
  - Liste der Flüsse in Australien
  - Liste der Flüsse in Belarus
  - Liste der Flüsse in Bhutan
  - Liste der Flüsse in Bolivien
  - Liste der Flüsse in Bosnien und Herzegowina
  - Liste von Flüssen in China
  - Liste von Flüssen in Deutschland
    - Liste der Flüsse in Bayern
    - Liste von Flüssen und Kanälen in Brandenburg
    - Liste von Flüssen und Kanälen in Mecklenburg-Vorpommern
    - Liste der Flüsse in Niedersachsen
    - Liste der Flüsse in Nordrhein-Westfalen
    - Liste der Flüsse in Rheinland-Pfalz

  - Liste der Flüsse in Estland
  - Liste der Flüsse in Finnland
  - Liste der Flüsse in Frankreich
    - Liste der schiffbaren Flüsse und Kanäle in Frankreich

  - Liste von Flüssen in Griechenland
  - Liste der Flüsse in Haiti
  - Liste der Flüsse in Island
  - Liste der Flüsse in Italien
    - Liste der Flüsse in Südtirol

  - Liste von Flüssen in Japan
  - Liste der Flüsse in Kanada
    - Liste der Flüsse in British Columbia
    - Liste der Flüsse in Ontario
    - Liste der Flüsse in Québec
    - Liste der Flüsse in Saskatchewan

  - Liste der Flüsse in Lettland
  - Liste der Flüsse in Luxemburg
  - Liste von Flüssen in Mosambik
  - Liste der Flüsse in Neuseeland
  - Liste von Flüssen in Norwegen
  - Liste von Flüssen in Österreich
  - Liste von Flüssen in Pakistan
  - Liste der Flüsse in Rumänien
  - Liste von Flüssen in Russland
  - Liste der Flüsse in Schweden
  - Liste der Flüsse in der Schweiz
  - Liste der Flüsse in der Slowakei
  - Liste der Flüsse in Spanien
  - Liste von Flüssen in Südafrika
  - Liste der Flüsse im Südsudan
  - Liste der Flüsse in Tschechien
  - Liste der Flüsse in der Ukraine
  - Liste der Flüsse in Uruguay
  - Liste von Flüssen in den Vereinigten Staaten
    - Liste der Flüsse in Delaware
    - Liste der Flüsse in Minnesota
    - Liste der Flüsse in Nebraska
    - Liste der Flüsse in New Hampshire
    - Liste der Flüsse in North Dakota
    - Liste der Flüsse in Rhode Island
    - Liste der Flüsse in South Dakota
    - Liste der Flüsse in Virginia
    - Liste der Flüsse in Washington

  - Liste der Flüsse im Vereinigten Königreich
- nach Flusssystem:
  - Liste von Nebenflüssen der Donau
    - Liste der Zuflüsse der Breg
    - Liste der Zuflüsse der Brigach
    - Liste von Zuflüssen der Iller
    - Liste von Zuflüssen des Lechs
    - Liste der Zuflüsse der Altmühl
    - Liste von Zuflüssen der Isar
    - Liste von Zuflüssen der Vils
    - Liste von Zuflüssen des Inns

  - Liste von Nebenflüssen der Elbe
    - Flusssystem der Jeetzel

  - Kategorie:Flusssystem Rhein
    - Kategorie:Flusssystem Neckar
      - Liste der Zuflüsse des Kochers
        - Liste der Fließgewässer im Flusssystem Aal
        - Liste der Zuflüsse der Fichtenberger Rot
        - Liste der Zuflüsse der Bühler

      - Liste der Zuflüsse der Jagst
      - Liste der Fließgewässer im Flusssystem Kanzelbach

    - Liste der Nebenflüsse des Mains
      - Liste der Fließgewässer im Flusssystem Roter Main
        - Liste der Fließgewässer im Flusssystem Warme Steinach
        - Liste der Fließgewässer im Flusssystem Mistel

      - Liste der Fließgewässer im Flusssystem Weißer Main
        - Liste der Fließgewässer im Flusssystem Ölschnitz (Weißer Main)
        - Liste der Fließgewässer im Flusssystem Schorgast
          - Liste der Fließgewässer im Flusssystem Untere Steinach

      - Liste der Fließgewässer im Flusssystem Rodach
        - Liste der Fließgewässer im Flusssystem Wilde Rodach
        - Liste der Fließgewässer im Flusssystem Zahme Rodach
        - Liste der Fließgewässer im Flusssystem Haßlach
          - Liste der Fließgewässer im Flusssystem Kronach

        - Liste der Fließgewässer im Flusssystem Steinach (Rodach)

      - Liste der Fließgewässer im Flusssystem Nassach
      - Liste der Fließgewässer im Flusssystem Seebach
      - Liste der Fließgewässer im Flusssystem Unkenbach
      - Liste der Fließgewässer im Flusssystem Volkach
      - Liste der Fließgewässer im Flusssystem Schwarzach (Main)
      - Liste der Fließgewässer im Flusssystem Breitbach
      - Liste der Fließgewässer im Flusssystem Wern
      - Liste der Fließgewässer im Flusssystem Fränkische Saale
        - Liste der Fließgewässer im Flusssystem Milz
        - Liste der Fließgewässer im Flusssystem Streu
        - Liste der Fließgewässer im Flusssystem Brend
        - Liste der Fließgewässer im Flusssystem Lauer
        - Liste der Fließgewässer im Flusssystem Schondra
        - Liste der Fließgewässer im Flusssystem Sinn

      - Liste der Fließgewässer im Flusssystem Lohr
      - Liste der Fließgewässer im Flusssystem Aalbach
      - Liste der Fließgewässer im Flusssystem Tauber
        - Liste der Fließgewässer im Flusssystem Steinach (Tauber)
        - Liste der Fließgewässer im Flusssystem Gollach
        - Liste der Fließgewässer im Flusssystem Vorbach
        - Liste der Fließgewässer im Flusssystem Umpfer
        - Liste der Fließgewässer im Flusssystem Grünbach
          - Liste der Fließgewässer im Flusssystem Wittigbach

        - Liste der Fließgewässer im Flusssystem Brehmbach

      - Liste der Fließgewässer im Flusssystem Erf
      - Liste der Fließgewässer im Flusssystem Mud
        - Liste der Fließgewässer im Flusssystem Billbach

      - Liste der Fließgewässer im Flusssystem Mümling
      - Liste der Fließgewässer im Flusssystem Elsava
      - Liste der Fließgewässer im Flusssystem Aschaff
      - Liste der Fließgewässer im Flusssystem Gersprenz
      - Liste der Fließgewässer im Flusssystem Kahl
      - Liste der Fließgewässer im Flusssystem Kinzig (Main)
      - Liste der Fließgewässer im Flusssystem Nidda
        - Liste der Fließgewässer im Flusssystem Horloff
        - Liste der Fließgewässer im Flusssystem Wetter
        - Liste der Fließgewässer im Flusssystem Nidder

    - Liste der Nebenflüsse der Lahn
      - Liste der Fließgewässer im Flusssystem Elbbach

    - Liste von Zuflüssen der Mosel
      - Kategorie:Flusssystem Sauer (Mosel)
        - Liste von Nebenflüssen der Our

    - Kategorie:Flusssystem Wupper
      - Liste der Fließgewässer im Flusssystem Dhünn
        - Liste der Fließgewässer im Flusssystem Große Dhünn
          - Liste der Fließgewässer im Flusssystem Purder Bach

        - Liste der Fließgewässer im Flusssystem Kleine Dhünn
        - Liste der Fließgewässer im Flusssystem Linnefe
        - Liste der Fließgewässer im Flusssystem Eifgenbach
        - Liste der Fließgewässer im Flusssystem Scherfbach

    - Liste der Fließgewässer im Flusssystem Ruhr
    - Liste der Fließgewässer im Flusssystem Emscher
    - Liste der Nebenflüsse der Lippe

  - Liste von Nebenflüssen der Oder
  - Kategorie:Flusssystem Weser
    - Kategorie:Flusssystem Fulda
      - Liste der Fließgewässer im Flusssystem Eder

    - Liste der Nebenflüsse der Werra

- Liste von Kanälen

#### Wasserfälle
- Liste von Wasserfällen
  - Liste der höchsten Wasserfälle
  - Liste der Wasserfälle in Deutschland
  - Liste der Wasserfälle in Norwegen
  - Liste der Wasserfälle in Schweden

### Inseln und Küsten
- Liste der größten Inseln der Erde
- Liste der höchsten Inseln der Erde
- Liste geteilter Inseln
- Liste der Inselstaaten
- Liste der Insellisten (nach Staat)
  - Liste australischer Inseln
  - Liste der Inseln Bahrains
  - Liste dänischer Inseln
    - Liste grönländischer Inseln

  - Liste deutscher Inseln
    - Liste deutscher Binneninseln

  - Liste estnischer Inseln
  - Liste französischer Inseln
  - Liste der Inseln in Gambia
  - Liste griechischer Inseln
  - Liste der Inseln Indiens
  - Liste der Inseln Indonesiens
  - Liste isländischer Inseln
  - Liste italienischer Inseln
    - Liste sizilianischer Inseln

  - Liste japanischer Inseln
    - Liste der Inseln der Präfektur Okinawa

  - Liste kanadischer Inseln
  - Liste kroatischer Inseln
  - Atolle der Malediven
  - Liste der Inseln von Mauritius
  - Liste mexikanischer Inseln
  - Liste der Inseln der Föderierten Staaten von Mikronesien
  - Liste der Inseln in Montenegro
  - Liste der Inseln Mosambiks
  - Liste der Inseln Namibias
  - Liste neuseeländischer Inseln
  - Liste niederländischer Inseln
  - Liste norwegischer Inseln
  - Liste der Inseln von Papua-Neuguinea
  - Liste polnischer Inseln
  - Liste russischer Inseln
  - Liste der Inseln von São Tomé und Príncipe
  - Liste schwedischer Inseln
  - Liste von Schweizer Inseln
  - Liste senegalesischer Inseln
  - Liste der Seychellen-Inseln
  - Liste spanischer Inseln
  - Liste thailändischer Inseln
  - Liste türkischer Inseln
  - Liste ukrainischer Inseln
  - US-amerikanischen Inseln:
    - Liste der Inseln in New York City

  - Liste vanuatuischer Inseln
  - Liste venezolanischer Inseln
  - Inseln des Vereinigten Königreichs:
    - Liste von Inseln der Britischen Überseegebiete
    - Liste der Inseln von Wales
- nach Inselgruppe:
  - Liste der Inseln der Aleuten
  - Liste der Inseln von Bermuda
  - Liste der Britischen Inseln
  - Liste der Dodekanes-Inseln
  - Liste der Falklandinseln
  - Liste der färöischen Inseln und Holme
  - Liste der Hawaii-Inseln
  - Liste kretischer Inseln
  - Liste der Inseln des Sabana-Camagüey-Archipels
  - Liste von Salomon-Inseln
  - Liste von Torres-Strait-Inseln
  - Liste der Tuamotu-Inseln
- Liste von antarktischen und subantarktischen Inseln
- Liste südamerikanischer Inseln
- Liste von unbewohnten Inseln und Inselgruppen (Arktischer Ozean)
- Liste von unbewohnten Inseln und Inselgruppen (Atlantischer Ozean)
- Liste von unbewohnten Inseln und Inselgruppen (Indischer Ozean)
- Liste von unbewohnten Inseln und Inselgruppen (Pazifischer Ozean)
- Liste von unbewohnten Inseln und Inselgruppen (Südlicher Ozean)
- Liste von unbewohnten Inseln und Inselgruppen (Binneninsel)
- Liste der Rheininseln
- Liste der Elbinseln

- Liste der spanischen Küsten

### Regionen und Landschaften (nicht politisch)
- Liste der Landschaften in Bayern
- Liste der Landschaften in Brandenburg
- Liste der Landschaften in Nordrhein-Westfalen
- Liste der Landschaften in Sachsen
- Liste der Täler in Vorarlberg
- Liste der Regionen in der Schweiz
- Liste der norwegischen Landschaften
- Liste traditioneller Regionen der Slowakei
- Liste der historischen Regionen in Rumänien und der Republik Moldau

### Nationalparks und Naturschutzgebiete
- Liste der Nationalparks
- Naturparks in Afrika
  - Nationalparks in Sambia
  - Naturschutzgebiete in Sierra Leone
- Nationalparks in Vietnam

- Liste der Naturschutzgebiete in Tschechien
- Liste der Biosphärenreservate
- Liste der Meeresschutzgebiete in Neuseeland
- Liste der Naturparks in Bayern
- Liste der Naturschutzgebiete in Nordrhein-Westfalen

### Städte
- Liste von Bezeichnungen für große Städte
- Liste der Hauptstädte der Erde
- Liste der größten Metropolregionen der Welt
- Liste der Städtelisten nach Ländern
  - die Unterlisten sind unter dem jeweiligen Land eingeordnet
- Liste lateinischer Ortsnamen
- Bergstädte in Europa

### Bauwerke
- Liste von Pyramiden
- Liste von Klöstern
- Liste von Festungen
- Liste von Burgen und Schlössern

### Verkehrswesen
- Liste der Städte mit U-Bahnen
- Liste von Städten mit Straßenbahnen
- Liste der Oberleitungsbussysteme
- Liste der ehemaligen Oberleitungsbussysteme
- Liste der Alpenpässe
- Liste der Alpenpässe in Italien
- Liste der deutschen Feuerschiffspositionen

### Tourismus
- Liste der Tourismusregionen der Slowakei

### Politische Geographie
- Liste der Staaten der Erde
- Inselstaat
- Liste geteilter Inseln
- Liste der Exklaven und Enklaven

### Historische Geographie
- Liste achaiischer Stadtgründungen
- Liste historischer Staaten in Afrika
  - Liste historischer Reiche in Gambia
  - Liste historischer Staaten in Ghana
- Liste historischer Staaten in Amerika
- Liste historischer Staaten in Asien
- Liste antiker Ortsnamen und geographischer Bezeichnungen
- Liste antiker Stätten
- Liste der assyrischen Provinzen
- Liste oströmischer Provinzen
- Liste byzantinischer Themen
- Liste der Provinzen des Römischen Reichs
  - Liste der römischen Provinzen bis Diokletian
  - Liste der römischen Provinzen ab Diokletian
  - Liste der römischen vici in Niedergermanien
- Liste indischer Fürstenstaaten
  - Central India Agency
  - Dangs
  - Kathiawar Agency
  - Mahi Kantha Agency
  - Mewas
  - Palanpur Agency
  - Rewa Kantha Agency
  - Shimla Hill States
- Liste der Dreizehn Zehntausendschaften
- Historische Landschaften Finnlands
- Historische Provinzen Frankreichs
- Liste der Grafschaften und Herzogtümer Frankreichs
- Liste der Vizegrafschaften Frankreichs
- Französische Départements in Mitteleuropa von 1792 bis 1814
- Liste der historischen portugiesischen Handelsstationen in Gambia
- Gau (Ägypten)
  - Gauliste (Sesostris I.)
- Liste der ehemaligen Präfekturen Griechenlands
- Liste der ehemaligen Provinzen Griechenlands
- Königreiche und Fürstentümer in Irland
- Provinzen Japans
- Liste der Han
- Provinzen des Osmanischen Reiches
- Verwaltungsgliederung Polen-Litauens
- Liste der historischen Regionen in Rumänien und der Republik Moldau
- Traditionelle Grafschaften Schottlands
- Liste traditioneller Regionen der Slowakei
- Historische Provinzen Südafrikas
- Liste thrakischer Städte und Inseln
- Liste der historischen Komitate Ungarns
- Grosser Sippi

#### Historische Geographie Deutschlands
- Liste mittelalterlicher Gaue
  - Liste der Gaue von Alamannien/Schwaben, dem Elsass und von Hochburgund
- Liste der Territorien im Heiligen Römischen Reich
  - Liste der Territorien des Schwäbischen Reichskreises
- Liste der Mitgliedstaaten im Deutschen Bund
- Deutsches Kaiserreich#Gebietsgliederung
- Verwaltungsgliederung Badens
- Liste der ehemaligen gemeindefreien Gebiete in Bayern
- Liste der Stadtkreise der DDR
- Liste der Kreise der DDR
- Verwaltungsgliederung des Regierungsbezirks Niederbayern vor der Kreisreform
- Liste der Provinzen Preußens
  - Liste der Regierungsbezirke Preußens
  - Liste der Landkreise Preußens
  - Liste der Stadtkreise Preußens
  - Liste der Städte in der Neumark
  - Liste der Landkreise in Ostpreußen
  - Liste der Städte in Ostpreußen
  - Liste der Kreise in Pommern
  - Liste der Städte in Hinterpommern
  - Liste der Städte in Westpreußen
- Territoriale Gliederung Kursachsens
- Liste der Departements im Königreich Westphalen
- Verwaltungsgliederung Württembergs
- Liste deutscher Stadtgründungen